# Cotta (Dresden)

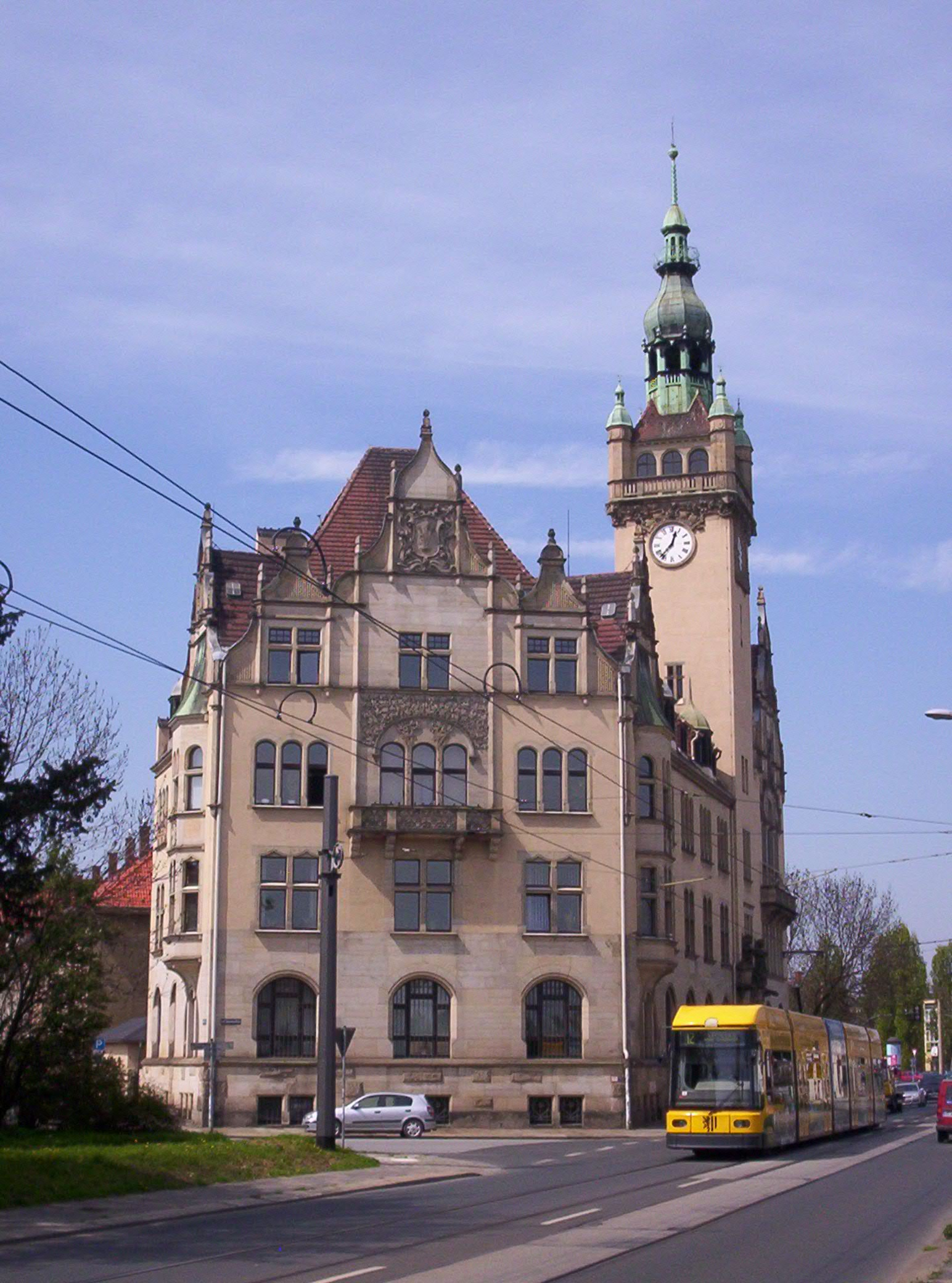
Blick über die Lübecker Straße auf das Rathaus Cotta

Cotta ist ein Stadtteil im Westen der sächsischen Landeshauptstadt Dresden und liegt im gleichnamigen Stadtbezirk.
Gegründet als slawisches Dorf an der Elbe, wurde es 1328 erstmals urkundlich erwähnt. Die Eingemeindung nach Dresden erfolgte 1903 gemeinsam mit einigen benachbarten Orten. Auf der Flur des Stadtteils, der heute zentral im Westen der Landeshauptstadt liegt, befindet sich die Mündung der Weißeritz. Cotta ist vorwiegend geprägt durch gründerzeitliche Bebauung, vom historischen Dorfkern sind nur noch wenige Häuser erhalten.

## Geographie

### Lage
Der Stadtteil Cotta befindet sich im Dresdner Westen, etwa vier Kilometer vom Stadtzentrum, der Inneren Altstadt, entfernt. Benachbarte Stadtteile sind Briesnitz im Nordwesten, Leutewitz im Westen, Gorbitz im Südwesten, Löbtau im Südosten und die Friedrichstadt, die bereits zu den Dresdner Vorstädten zählt, im Osten. Im Norden wird der Stadtteil durch die Elbe begrenzt; auf der anderen Stromseite liegen Übigau und Kaditz. Vom Fluss getrennt wird der Stadtteil jedoch durch die Anlagen entlang der Bahnstrecke Berlin–Dresden, insbesondere durch den am Haltepunkt Dresden-Cotta beginnenden, 17 Meter hohen Ablaufberg des Rangierbahnhofs Friedrichstadt.
Die Ostgrenze des Stadtteils wird abschnittsweise durch die kanalisierte Weißeritz markiert, die unterhalb der Flügelwegbrücke in die Elbe mündet. Der Stadtteil liegt am westlichen Rand der Talsohle des Elbtalkessels in Höhen zwischen 102 m ü. NN am Flussufer und 142 m ü. NN im Bereich Arthur-Weineck-Straße. Das Gelände steigt in Richtung Südwesten stetig an.
Infolge der Eingemeindungen großflächiger Landgemeinden ist Cotta der zentrale Stadtteil im Westen Dresdens. Die Dresdner Stadtgrenze zu Radebeul im Norden ist mit drei Kilometern ebenso weit entfernt wie die Stadtgrenze zu Freital (Stadtteil Pesterwitz) in Richtung Süden.

### Gemarkung und statistischer Stadtteil

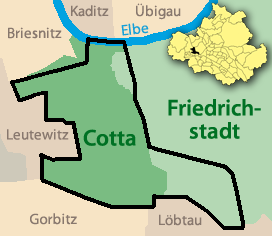
Grenzen des statistischen Stadtteils Cotta (schwarz), der sich über Teile der Gemarkungen Cotta (dunkelgrün) und Friedrichstadt (hellgrün) erstreckt

Der eigentliche, historisch gewachsene Stadtteil Cotta stimmt flächenmäßig mit der Gemarkung Cotta überein. Die Gemarkungsgrenze verläuft durch die Elbe und dann ab der Weißeritzmündung zunächst unmittelbar westlich, oberhalb der Eisenbahnbrücke über den Erzgebirgsfluss auch direkt in der Weißeritz. Ab Höhe Werkstättenstraße führt sie weiter über die Lübecker Straße und anschließend zwischen der Gohliser und der Rudolf-Renner-Straße. Dann biegt sie nach Westen auf die Bramschstraße ab und setzt sich im Weidigtbach fort. Am westlichen Ende der Weidentalstraße knickt sie nach Norden und kurz danach nach Osten ab und folgt der Steinbacher Straße bis zur Gottfried-Keller-Straße, auf die sie dann einbiegt.
Östlich des Leutewitzer Sportplatzes An der Windmühle ragt die Cottaer Gemarkungsgrenze nach Westen aus und umschließt auch die Klaus-Groth-Straße. Dann geht sie nach Westen entlang der Ockerwitzer Straße bis fast nach Altleutewitz und läuft dann auf die Herweghstraße zu. Von dort an verläuft sie auf der Warthaer Straße stadteinwärts bis hinter die Einmündung Wilhelm-Raabe-Straße. Weiter führt sie ungefähr zum Gottfried-Keller-Platz und dann zur Straße An der Wasserschöpfe. Dann folgt sie der Meißner Landstraße in stadtauswärtiger Richtung bis in Höhe Seußlitzer Straße. Hier biegt sie im rechten Winkel zwischen dem ehemaligen Theater Junge Generation und dem Volkspark Briesnitz zur Elbe ab.
Innerhalb des gleichnamigen Stadtbezirks bildet Cotta seit der Neugliederung des Dresdner Stadtgebiets 1991 aber auch einen statistischen Stadtteil, dessen Grenzen zwar weitgehend mit den Gemarkungsgrenzen einhergehen. Im Osten jedoch greift das Gebiet des statistischen Stadtteils weit in einen weitgehend unbewohnten Teil der Friedrichstadt ein und reicht bis zum Wernerplatz; die Stadtteilgrenzen in diesem Bereich markieren die Weißeritz zwischen Werkstätten- und Wernerstraße sowie die Lübecker Straße. Die offizielle Bezeichnung des statistischen Stadtteils lautet daher Cotta mit Friedrichstadt-Südwest. Andererseits liegt ein kleiner Teil im Nordwesten der Gemarkung Cotta, unter anderem das ehemalige Theater Junge Generation, bereits im statistischen Stadtteil Briesnitz.

### Geologie

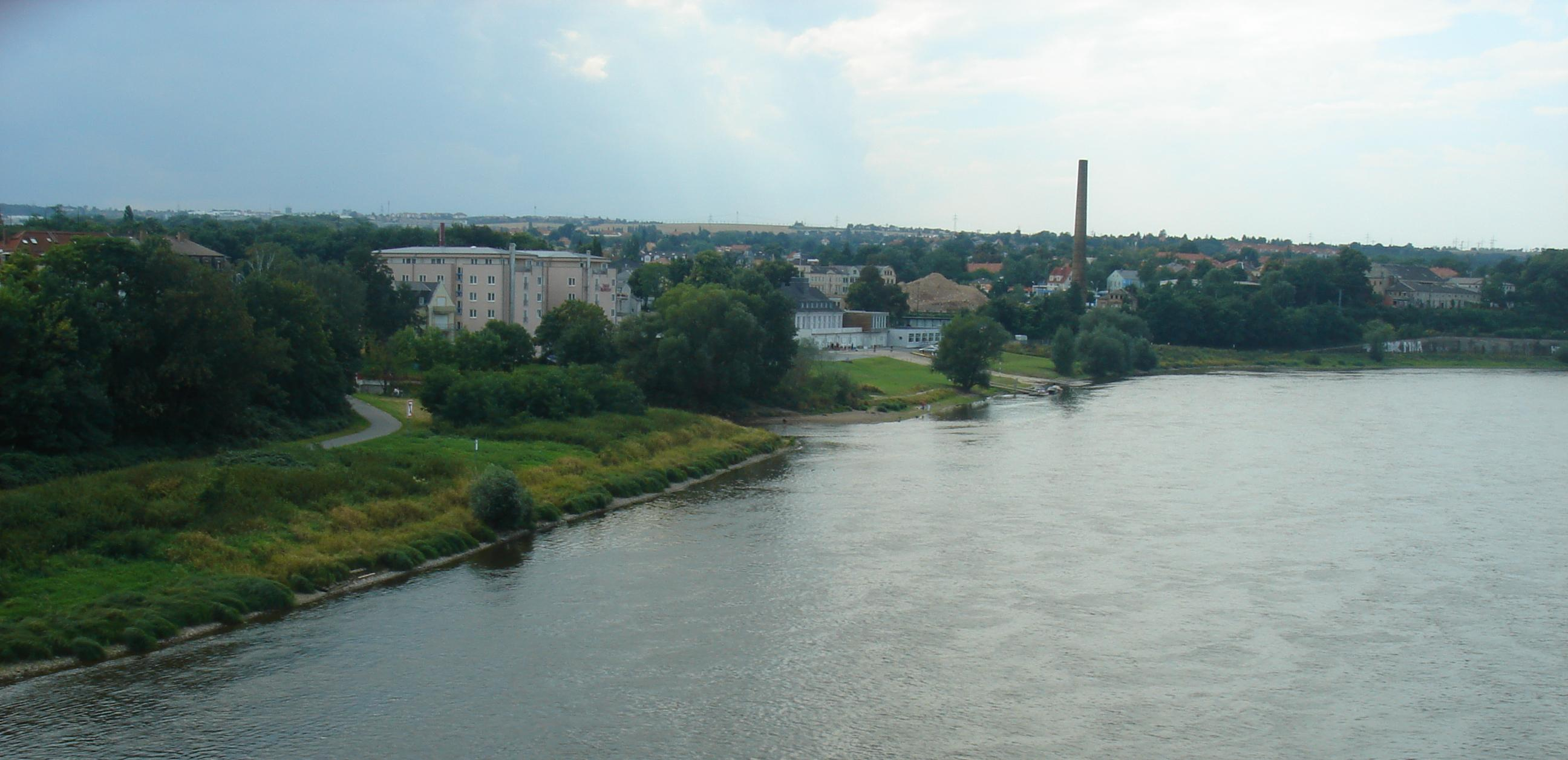
Blick von der Flügelwegbrücke auf das Cottaer Elbufer; rechts außen das ehemalige Theater Junge Generation

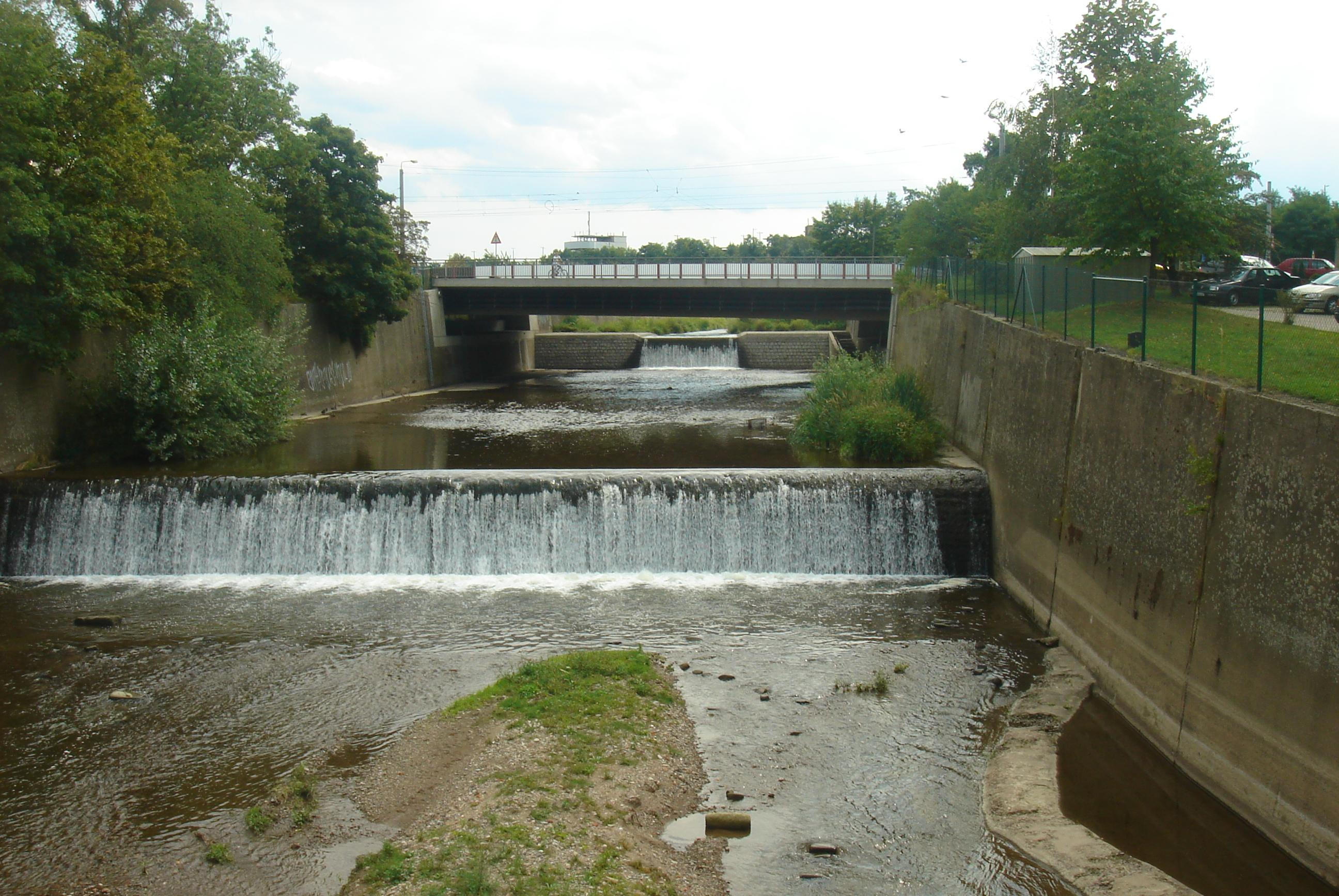
Die Weißeritz in Höhe Hamburger Straße markiert die Grenze zwischen den Stadtteilen Cotta und Friedrichstadt.

Cotta liegt an einem Prallhang der Elbe, die nach der Umströmung des Ostrageheges und des Stadtteils Übigau in Höhe Cotta den linken Rand des Elbtals erreicht und flussabwärts bis Kemnitz ein Steilufer ausbildet. Die Elbwiesen sind am 600 Meter langen Cottaer Ufer deshalb sehr schmal. Die elbnahen, tiefliegenden Gebiete des Stadtteils werden vom fluviatil erodierten Tal und den Sedimenten des Flusses geprägt.
Die mäßig ansteigenden Hänge im Südwesten, in deren Untergrund eine starke Plänerschicht ansteht, markieren den Übergang zum Meißner Hochland, einer schon wenige Kilometer weiter westlich im Bereich der Ortschaft Mobschatz beginnenden linkselbischen Hochfläche. Der Boden in der Umgebung der danach benannten Tonbergstraße ist tonhaltig.
In Cotta mündet in Höhe Werkstättenstraße der dort verrohrte Weidigtbach in die Weißeritz. Dieser entwässert, zum Teil auch über seinen Zufluss Gorbitzbach, ein mehr als sechs Quadratkilometer großes Einzugsgebiet zwischen Omsewitz, Altfranken und Wölfnitz.

### Strukturcharakter
Ausgehend vom historischen Dorfkern Altcotta, dessen Fortbestand durch eine amtliche Erhaltungssatzung geschützt ist, wuchs die bebaute Fläche des Stadtteils nach und nach an. Besonders nach Südosten, Südwesten und Nordwesten dehnte sie sich entlang vorhandener Verkehrswege in Richtung der jeweiligen Nachbarstadtteile aus beziehungsweise wuchs aus diesen herüber. Teilweise erfolgte die Anlage planmäßiger Siedlungen, was sich an den parallelen Straßenverläufen erkennen lässt, so zum Beispiel in den Gebieten Rudolf-Renner-/Klopstockstraße sowie Zöllmener/Weidentalstraße. Auffällig ist der hohe Anteil der Kaffeemühlenhäuser. Bis heute ist der eng bebaute frühere Arbeiterwohnstadtteil vorwiegend gründerzeitlich geprägt. Alte Bauerngehöfte blieben in geringer Zahl nur entlang der Hebbelstraße erhalten. Zwischen den einzelnen Cottaer Stadtvierteln bestehen seit mehr als 100 Jahren verschiedene Kleingartenanlagen.

### Bevölkerungsgeographie
Der statistische Stadtteil Cotta hat annähernd 10.000 Einwohner, die auf einer Fläche von knapp 2 Quadratkilometern wohnen. Aus diesen Werten ergibt sich eine Bevölkerungsdichte von mehr als 4.900 EW/km², die im Vergleich mit anderen Dresdner Stadtteilen im oberen Durchschnitt liegt. Die benachbarten Stadtteile Mickten und Briesnitz sind weniger dicht besiedelt, nach Süden hin in Richtung Löbtau und Gorbitz nimmt die Dichte jedoch zu.
Die durchschnittliche Wohndauer im Stadtteil liegt bei 7,6 Jahren, das Durchschnittsalter der Bevölkerung bei 39,5 Jahren. Der Anteil der 20- bis 30-Jährigen liegt im Mittelwert mit knapp 6 % um etwa ein Viertel höher als im restlichen Stadtgebiet. Etwa ein Fünftel der Haushalte wird durch Familien mit Kindern unter 18 Jahren gebildet. Auf 1.000 Einwohner wurden 2005 zwölf Menschen geboren; 14,1 % der Einwohner sind nicht erwachsen.

## Geschichte

### Name
Das Dorf wurde erstmals in einer Urkunde vom 27. Februar 1328 als Kottowe erwähnt. Damals verkaufte der Gutsherr Hermann der Ältere ein Drittel der Ortsfluren, etwas später auch das im Bereich des heutigen Gymnasiums gelegene Herrengut an das Meißner Domstift. Der Ortsname ist altsorbischen Ursprungs. Er kann von Kot oder Chot, dem Namen eines slawischen Lokators, abgeleitet werden und bedeutet somit etwa Dorf des Chot.
Der Ortsname entwickelte sich im weiteren Verlauf des 14. Jahrhunderts über die Formen Kothow (1350) und Kottaw (1397) hin zu Cotta, das 1444 erstmals in dieser heutigen Schreibweise genannt wird. Im Jahr 1485 heißt die Örtlichkeit zu Kotten, im 16. Jahrhundert dann Kuttaw (1507) und Kotthe (1517). Das Dorf wird 1768 dann erneut als Cotta erwähnt und behielt diese Schreibweise seither bei.

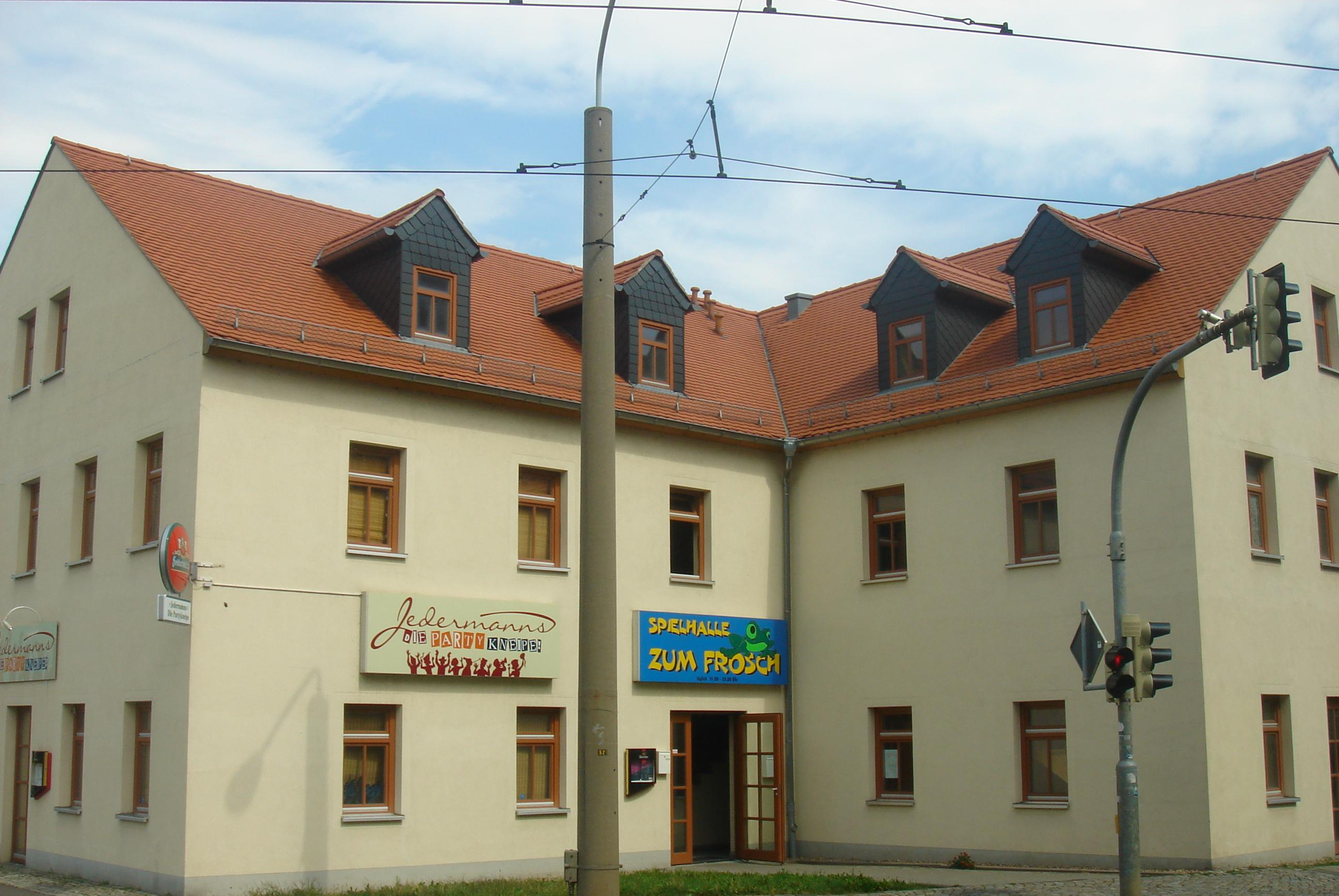
Stadtteil- und Einkaufszentrum am „Frosch“ in Altcotta

Die Nachbarschaft des Dorfkerns im Umfeld des damals noch direkt in die Elbe mündenden Weidigtbachs war in früherer Zeit sehr feucht und sumpfig und musste im Laufe der Jahrhunderte mühsam trockengelegt werden, um sie der landwirtschaftlichen Nutzung zuführen zu können. Das Dorf erhielt daher, analog zum Nachbarort Kuh-Löbte, schon frühzeitig den spöttisch gemeinten Spitznamen Frosch-Cotte.
Im 19. Jahrhundert griffen die Cottaer die Bezeichnung auf, werteten sie um und betrachteten sie als Teil ihrer Identität. So hieß die 1862 eröffnete Dorfgaststätte Zum Frosch und auch das Rathaus Cotta wurde mit steinernen Lurchen verziert. Die Tradition wird bis in die heutige Zeit gepflegt; die Cottaer Stadtteilzeitung heißt Froschpost.

### Prähistorische Besiedlung
Das Gebiet um Cotta war bereits in der Jungsteinzeit besiedelt. Darauf weisen Siedlungsfunde hin. In den 1990er Jahren fanden umfangreiche archäologische Untersuchungen statt. Dabei trat ein weibliches Skelett zu Tage, dessen Alter auf über 7.000 Jahre datiert wurde. Die junge Steinzeitfrau wurde mit dem Namen Rebecca versehen.
Die Art ihrer Bestattung ist für die Zeit der Linienbandkeramik sehr untypisch. Im Gegensatz zu vergleichbaren Skeletten wurde sie in gestreckter Haltung und Bauchlage aufgefunden, wobei Schädelteile und Gesichtsknochen fehlten. Darüber hinaus lag im Beckenbereich ein großer Stein.
Die Reste des Skeletts werden im Klotzscher Depotgebäude des Landesmuseums für Vorgeschichte gelagert.

### Mittelalter

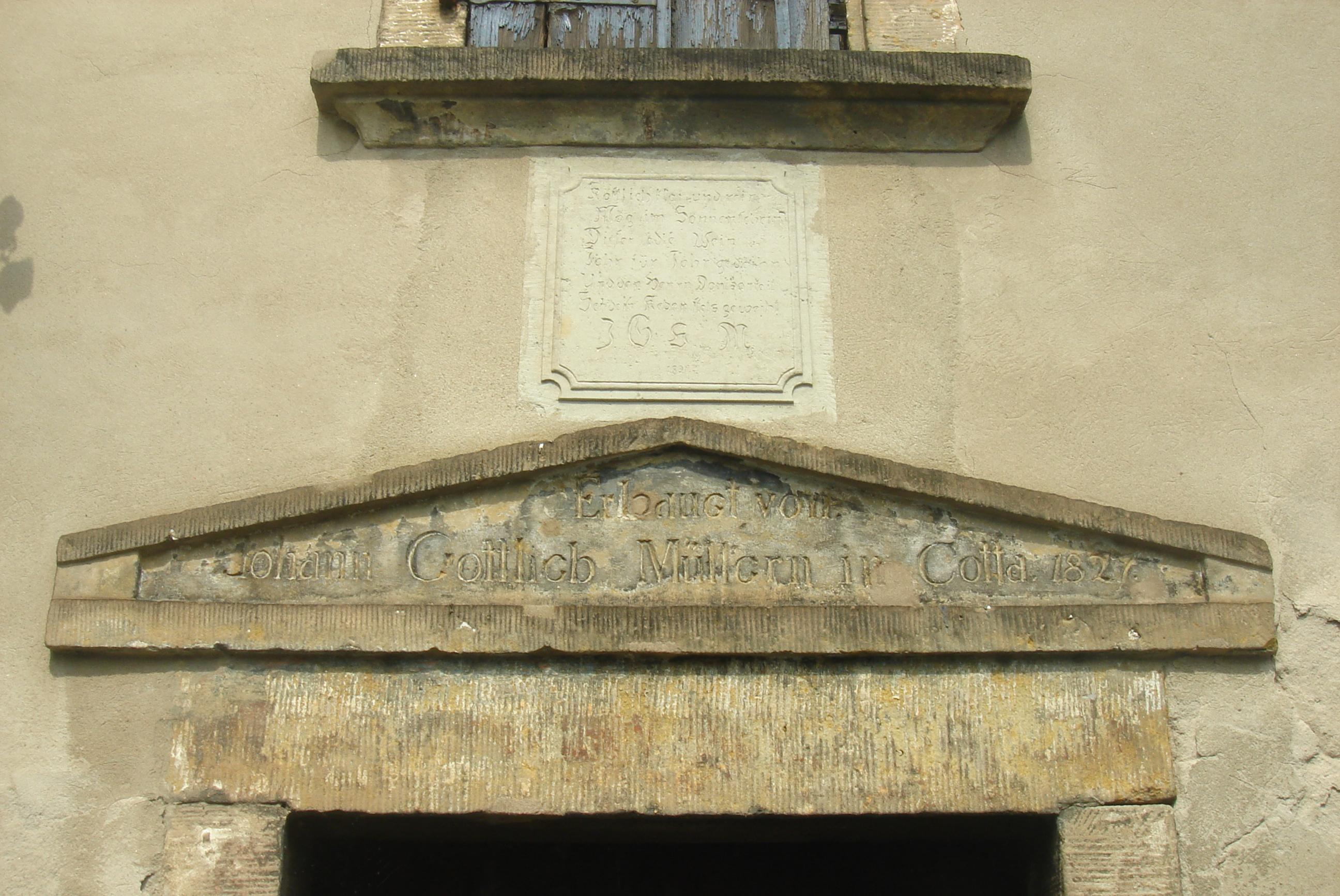
Fassadendetail an einem Gartenpavillon nahe dem mittlerweile abgerissenen Cottaer Hofbrauhaus

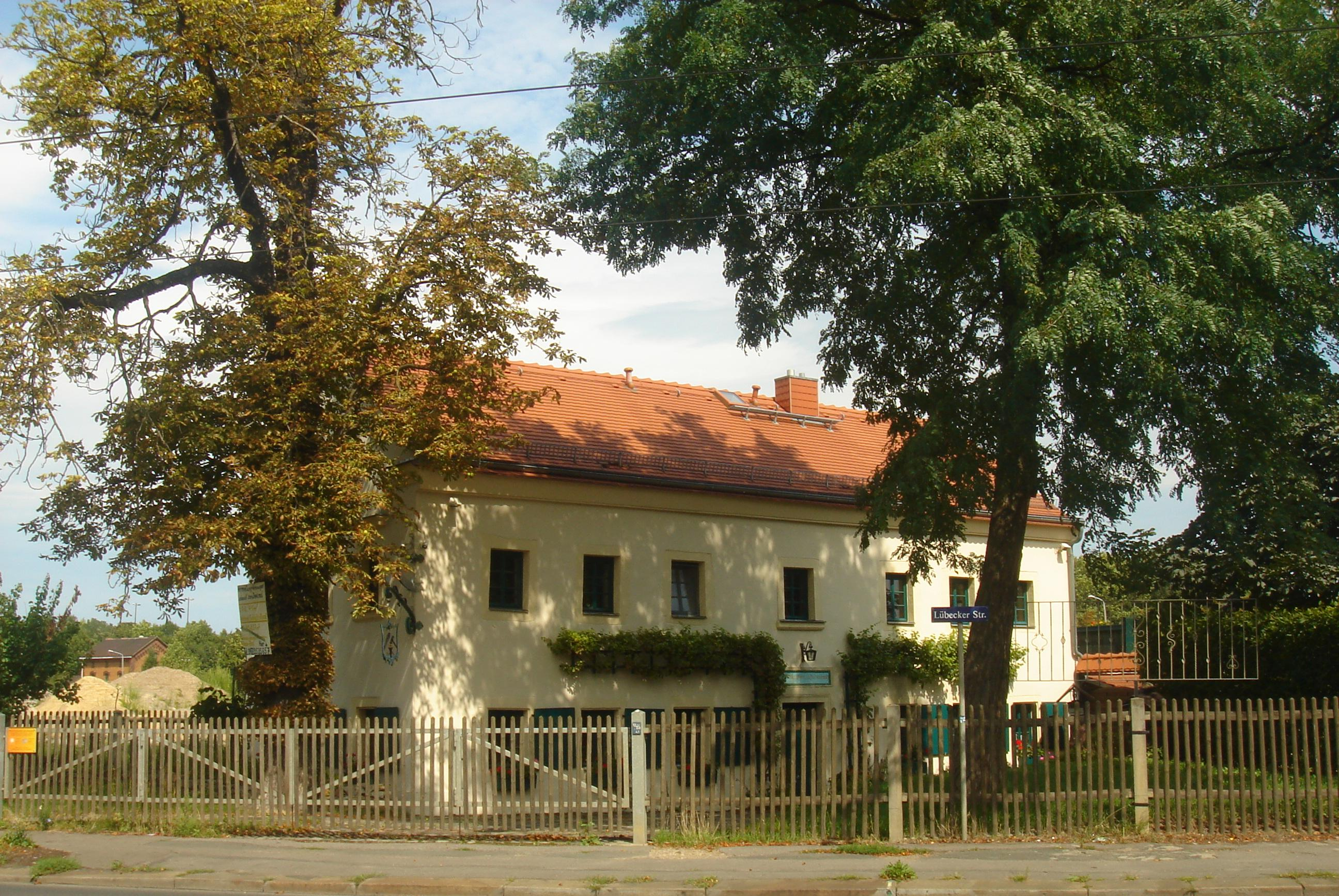
Altes Cottaer Gebäude an der Lübecker Straße gegenüber dem Rathaus

Der Rundling Cotta wurde schon mehrere Jahrhunderte vor seiner erstmaligen Erwähnung von slawischsprachigen Siedlern gegründet. Er befand sich im Bereich des heutigen Altcotta und wurde im Laufe der Zeit um eine Häuserreihe entlang der Hebbelstraße erweitert. Östlich benachbart lagen damals die Dörfer Rostagk und Wernten, die wahrscheinlich nach einem Elbhochwasser im 15. Jahrhundert aufgegeben werden mussten und zu Wüstungen wurden. Im Jahr 1338 wird eine Mühle in Cotta erwähnt.
Jene Güter, die im 14. Jahrhundert zunächst noch im Besitz weltlicher Grundherren geblieben waren, gingen zwischen 1416 und 1512 ebenfalls ans Meißner Domstift über, das nun allein die Grundherrschaft ausübte. Das Herrengut, das das Domstift 1328 von Hermann dem Älteren erworben hatte, wurde währenddessen zum Vorwerk ausgebaut. Cotta unterstand somit dem Bischof von Meißen und lag im Bezirk des bischöflichen Gerichts Briesnitz. Nach Briesnitz war Cotta auch eingepfarrt, die Cottaer Kinder gingen überdies dorthin zur Schule. Die Kirchwege der ebenfalls zur Briesnitzer Parochie gehörigen Dörfer Wölfnitz und Löbtau, die entlang der heutigen Gottfried-Keller-Straße beziehungsweise der Cossebauder/Lübecker Straße verliefen, führten schon im Mittelalter über die Cottaer Flur.

### Neuzeit
In der Mitte des 16. Jahrhunderts, im Anschluss an die Reformation, kam es zu einem größeren Umbruch; der kirchliche Besitz wurde umverteilt. So erfolgte die Auflösung des Vorwerks und die Verpachtung der angeschlossenen Ländereien an örtliche Bauern, nachdem Cotta und die umliegenden Dörfer vom katholischen in unmittelbar kurfürstliches Eigentum übergegangen waren. Cotta gehörte fortan zum Amt und später zur Amtshauptmannschaft Dresden.
Ursprünglich war die Block- und Streifenflur von Cotta wesentlich größer als in moderner Zeit und dehnte sich nach Osten weit in das heutige Friedrichstädter Flurgebiet aus. Der Grund für die Verkleinerung war der drastische Ausbau des Ostravorwerks und der Anschluss großer Ländereien aus umliegenden Dörfern im Jahr 1568. Dabei wurden die Vorwerksfluren nach Westen bis zum Weidigtbach in Cotta vergrößert, so dass der Dorfkern Altcotta heute nur 200 Meter von der östlichen Cottaer Flurgrenze entfernt liegt. Cotta büßte etwa 100 Hektar seiner Fläche ein und verkleinerte sich auf 157 Hektar, die für das Jahr 1900 angegeben werden. Die Einwohner wurden dafür allerdings finanziell beziehungsweise mit Feldern des aufgelösten, ehemals bischöflichen Vorwerks Briesnitz entschädigt. In der Folge entwickelte sich Cotta zu einem Bauerndorf, später siedelten sich auch Häusler und Gärtner an.
Im 16. Jahrhundert existierten auch schon die sogenannten Cottaer Hungersteine. Dabei handelt es sich um drei große Feldsteine im Flussbett der Elbe, die nur bei extremem Niedrigwasser über die Wasseroberfläche ragen. Sie wurden als Erinnerung an die großen Hungersnöte dieser Zeit, die durch Trockenheiten verursacht worden waren, in der Elbe platziert. Der mittlere Stein trägt als Aufschrift die Jahreszahl 1630.
Ähnlich wie seine Nachbarorte war auch Cotta regelmäßig von Krieg und Zerstörung betroffen, besonders während des Siebenjährigen Kriegs. Das Dorf wurde jedoch immer wieder aufgebaut.
Cotta war 1711 von Hexenverfolgung betroffen. Georg Kirsten und seine Frau gerieten in Hexenprozesse unter dem Vorwurf des Haltens eines Drachen.

### Industrialisierung
Im 19. Jahrhundert entstanden in Löbtau und der Friedrichstadt zahlreiche Industriebetriebe. Dies führte zu einem starken Bevölkerungszuwachs. Cotta, das von der Industrialisierung selbst nur wenig betroffen war, entwickelte sich schnell zum Arbeiterwohnort. Zwischen 1870 und 1890 versechsfachte sich die Einwohnerzahl; um 1900 wohnten mehr als 10.000 Personen in Cotta, das damit zu einer der einwohnerreichsten Landgemeinden Sachsens geworden war. Viele neue Straßen wurden angelegt; jene in Ost-West-Richtung erhielten ihre Namen nach Dörfern der Umgebung, die in Nord-Süd-Richtung verlaufenden Straßen sind nach deutschen Dichtern benannt.

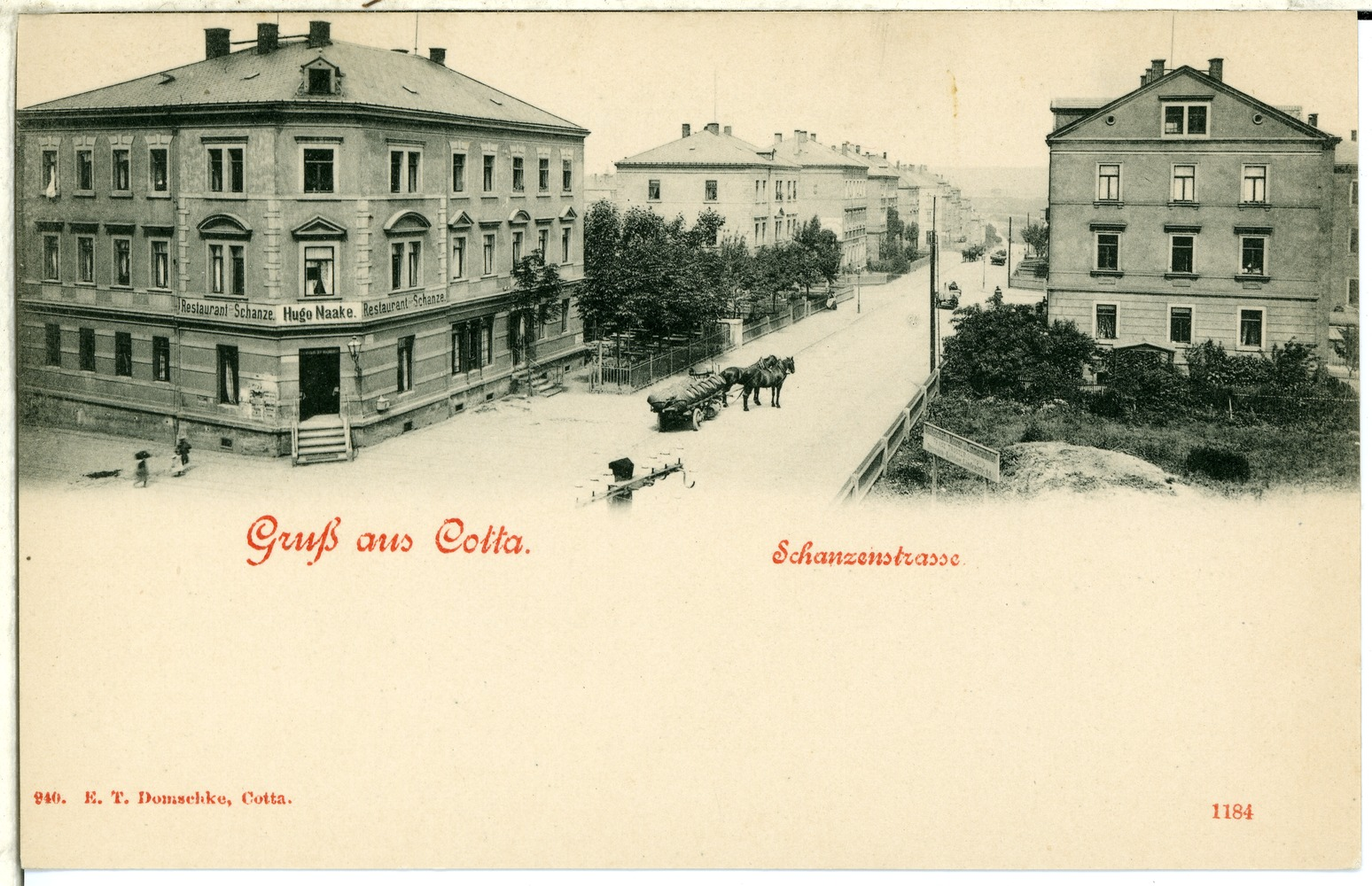
Schanzenstraße (1899)

In der Zeit des raschen Wachstums, das von enormen Grundstücksspekulationen begleitet worden war, wurden zahlreiche neue Häuser gebaut. Dabei handelt es sich fast ausschließlich um die erwähnten Kaffeemühlenhäuser; jene Mehrfamilien-Mietshäuser prägen Cotta und seine Nachbarstadtteile bis heute. Ein Teil von ihnen wurde an der Stelle einer 1875 eingeebneten Schanze errichtet, die 1866 im Verlauf des Deutschen Kriegs am Lerchenberg durch die Preußische Armee aufgeworfen worden war. Auf diese Weise entstand um die ehemals als Schanzenstraße bezeichnete Rudolf-Renner-Straße das sogenannte Schanzenviertel, das bis nach Löbtau übergreift.

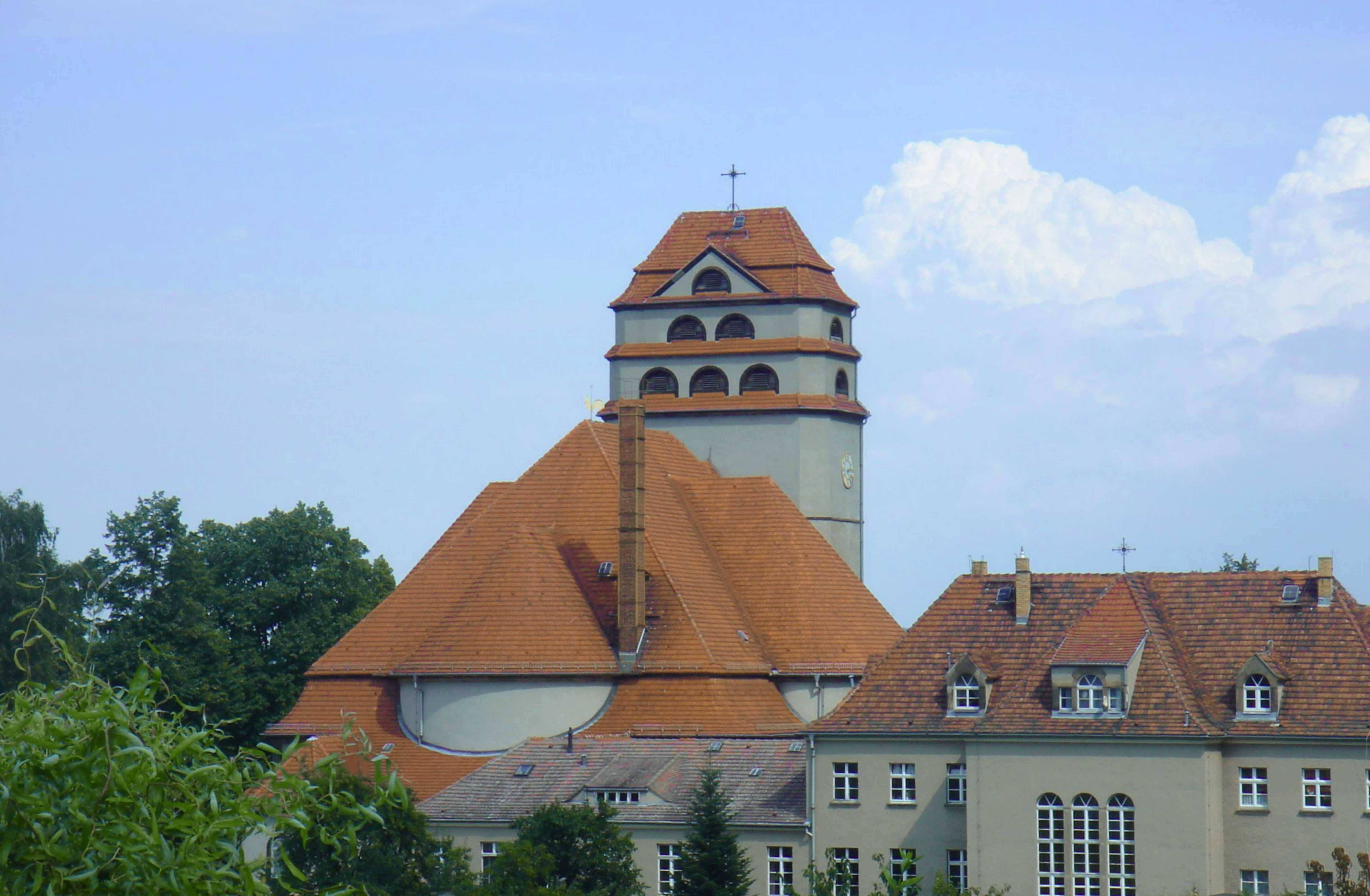
Evangelische Heilandskirche

Der Bevölkerungsanstieg brachte auch weitere Änderungen mit sich. So verließ Cotta 1869 den Schulverband mit Briesnitz und errichtete ein erstes eigenes Schulgebäude, das 1873 und 1880 mehrfach erweitert und 1889 durch ein zweites Gebäude ergänzt werden musste. Später entstanden noch weitere Cottaer Schulhäuser. Auch ein eigenes Kirchgebäude machte sich erforderlich. Dieser Fachwerkbau wurde 1895 an der Hebbelstraße als Interimslösung mit 600 Sitzplätzen errichtet und mit einer Jehmlich-Orgel ausgestattet, um 1905 kam ein heute nicht mehr vorhandener Glockenturm hinzu. Die Interimskirche blieb bis zur Fertigstellung der Heilandskirche 1927 in Betrieb und wird seitdem gewerblich genutzt. Um 1900 leistete sich die Gemeinde den Neubau des Rathauses Cotta.
Nachdem Cotta im Jahr 1875 Anschluss an die Bahnstrecke Berlin–Dresden erhalten hatte, kam es erst relativ spät, am 22. April 1900, zur Einrichtung einer Straßenbahnverbindung in die Dresdner Innenstadt. Diese Linie der Dresdner Straßenbahngesellschaft endete zunächst am Schusterhaus und wurde 1906 als Vorortbahn Cotta–Cossebaude über Stetzsch und Gohlis bis nach Cossebaude verlängert. Drei Jahre später stellten die damaligen Verkehrsbetriebe die Verbindungsstrecke über die heutige Rudolf-Renner-Straße nach Löbtau fertig.
Die Cottaer Einwohner bekamen jedoch auch deutlich die Nachteile des Fortschritts zu spüren. Zwischen 1862 und 1915 bestand am Lerchenberg eine Abdeckerei, die durch den 1910 fertiggestellten Städtischen Vieh- und Schlachthof von Hans Erlwein im Großen Ostragehege ihren Betrieb wenige Jahre später einstellte. Unter dem Geruch der Tierkörperverwertung hatten die Cottaer ebenso zu leiden wie unter der Tatsache, dass die Düngerexport-Gesellschaft, die die Dresdner Abortgruben entleerte, einen Großteil der Fäkalien bei Cotta in die Elbe schüttete. Erst 1910 ging die Schwemmkanalisation zum Klärwerk Kaditz in Betrieb.
Bedingt durch den Bau der Eisenbahnstrecke am 26er Ring in der Dresdner Innenstadt musste 1893 außerdem der Flusslauf der Weißeritz in westlicher Richtung umgeleitet und bis nach Cotta verlegt werden. Da sich Cotta fortan direkt an der Mündung eines bedeutenden Abflusses des Erzgebirges befand, stieg die Hochwassergefahr beträchtlich. Bereits Ende Juli 1897 kam es dadurch zu starken Überflutungen und großen Schäden in Cotta.

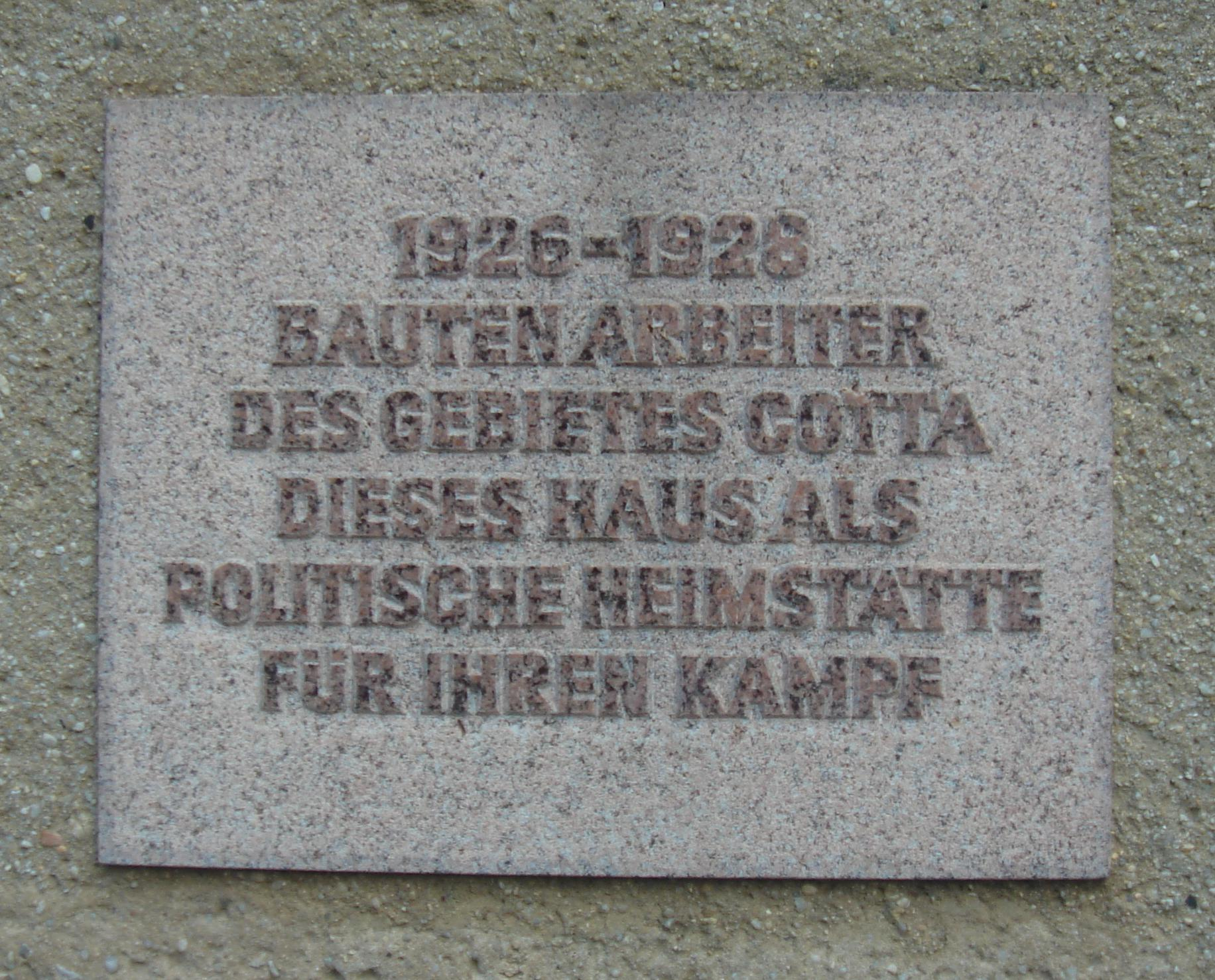
Gedenktafel für die Aufbauleistung Cottaer Arbeiter am Volkshaus

Insgesamt war der Arbeiterwohnort eine relativ arme Gemeinde. Cotta kassierte 1900 an Steuern nur 5 Mark pro Einwohner. Verglichen mit den Werten von Dresden oder Blasewitz, die bei 18,50 Mark beziehungsweise 38 Mark lagen, ist dies ein sehr geringer Wert. Anders als beispielsweise in der reichen Villenkolonie Blasewitz hielt sich der Widerstand der Cottaer gegen ihre bevorstehende Eingemeindung nach Dresden, die zum 1. Januar 1903 erfolgte, sehr in Grenzen.
Durch den hohen Arbeiteranteil wurde Cotta nach 1900 zu einem Zentrum der Arbeiterbewegung, insbesondere der Sozialdemokratie. An der Hebbelstraße entstand 1925 das Volkshaus Cotta als Versammlungsort. Im Jahr 1929 folgte die Erweiterung des Hebbelbads, später auch der Bau genossenschaftlicher Siedlungen. Außerdem wurde Cotta nach dem Bau der Flügelwegbrücke zum Verkehrsknotenpunkt. Im Stadtteilgebiet kreuzen sich seither die größte Nord-Süd-Verbindung des westlichen Stadtgebiets und die Bundesstraße 6 sowie weitere Hauptstraßen.

### Im und nach dem Zweiten Weltkrieg

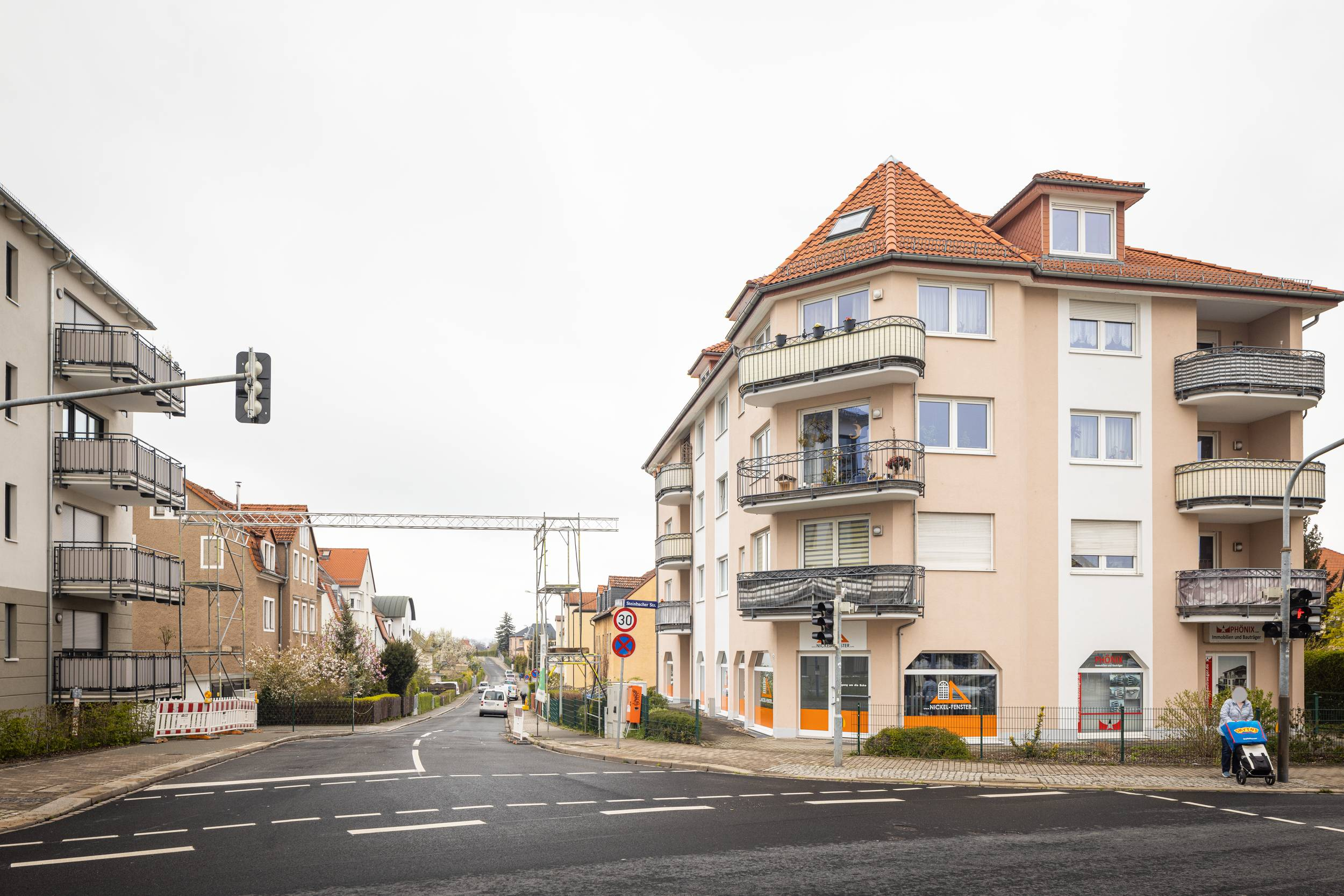
Straßenbild in der Gottfried-Keller-Straße 2022

Im Verlauf der verschiedenen Luftangriffe auf Dresden während des Zweiten Weltkrieges wurden 1945 etwa 100 Wohnungen im Stadtteil Cotta zerstört; im Vergleich zu anderen, zentraler gelegenen Stadtteilen Dresdens waren diese Verluste jedoch ausgesprochen gering. Auf dem Friedhof Cotta ruhen 98 zivile Opfer dieser Bombenangriffe.
Zu DDR-Zeiten verfiel auch die unversehrt gebliebene Altbausubstanz immer mehr, da die finanziellen Mittel für Instandhaltungen fehlten. Einige Häuser mussten abgerissen oder wegen Baufälligkeit gesperrt werden. Da gleichzeitig die Attraktivität der andernorts errichteten Plattenbauten stieg, setzte ein starker Bevölkerungsrückgang ein, der auch durch die Errichtung weniger Neubauten in Cotta um 1965 nicht abgefedert werden konnte.
Eine umfassende Sanierungswelle setzte erst nach der Wende ein. Mittlerweile sind die meisten Gebäude restauriert worden, hinzu kamen mehrere moderne Bürohäuser und Hotels. Nach 2000 wurde die alte Dorfgaststätte „Zum Frosch“ durch ein Nahversorgungszentrum mit Einkaufsmöglichkeiten und Gastronomieeinrichtungen ersetzt.
Das Elbhochwasser 2002 verursachte in Cotta einige Schäden. Zwar liegen die nordwestlichen Abschnitte des Stadtteils an einem Hochufer, jedoch kam es im Mündungsbereich der Weißeritz in die Elbe zu Überflutungen, so unter anderem der Hamburger Straße mitsamt der Eisenbahnunterführung. Am Weidigtbach kam es unter anderem in Höhe Rennersdorfer Straße zur flächigen Überflutung von Anliegergrundstücken, zum Teil bedingt durch Rückstau.

### Einwohnerentwicklung
| Jahr | Einwohner         |
| ---- | ----------------- |
| 1559 | 21 besessene Mann |
| 1764 | 30 besessene Mann |
| 1834 | 248               |
| 1871 | 1.036             |
| 1890 | 6.080             |
| 2006 | 9.672             |

## Politik
Als Zentrum des gleichnamigen Stadtbezirks ist Cotta mit seinem Rathaus der Sitz eines Dresdner Stadtbezirksamts. Ihm sind weite Teile des westlichen Stadtgebiets zwischen Dölzschen und Stetzsch zugeordnet, so zum Beispiel die einwohnerreichen Stadtteile Löbtau und Gorbitz.
Nach einem grundlegenden Wandel der Bevölkerungsstruktur des früheren Arbeiterstadtteils und der politischen Entwicklung des 20. Jahrhunderts hat Cotta seine Stellung als eines der Dresdner Zentren der Sozialdemokratie eingebüßt. Mittlerweile dominieren die CDU und Die Linke bei den verschiedenen Wahlen.

### Bundestagswahl 2005
Bei der Bundestagswahl 2005 war Cotta dem Bundestagswahlkreis Dresden II – Meißen I zugeordnet. Insgesamt 73 % der stimmberechtigten Cottaer beteiligten sich an der Wahl. Die CDU erhielt mit 26,7 % die meisten Stimmen vor der SPD mit 24,9 % und der Partei Die Linke mit 20,1 %. Mehr als 5 % der Stimmen bekamen auch FDP, GRÜNE und NPD.

### Landtagswahl 2004
Der Stadtteil Cotta gehört zum Wahlkreis Dresden 4, der sich über den gesamten Westen der Landeshauptstadt Dresden erstreckt. Die Wahl zum 4. Sächsischen Landtag 2004 ergab bei einer Wahlbeteiligung von 57,6 % einen klaren Sieg für die CDU. Zweitstärkste Kraft wurde Die Linke mit 21,5 % vor der NPD, die 10 % der Stimmen erhielt. Dahinter rangierten Grüne, SPD und FDP.

### Kommunalwahl 2004
Bei der Wahl zum Dresdner Stadtrat vom 13. Juni 2004 erhielt die damalige PDS mit 25,2 % die meisten Stimmen in Cotta, knapp vor der CDU mit 24,5 %. Grüne, FDP und SPD lagen allesamt zwischen 9 % und 10 % und damit nur knapp vor dem Nationalen Bündnis aus NPD und DVU, das 8,4 % der Stimmen erhielt. Die Wahlbeteiligung lag bei 38,7 % und damit unter dem städtischen Durchschnitt von 45,9 %. Das Ergebnis ist nur bedingt repräsentativ für die gesamte Stadt Dresden, wo die CDU mit mehreren Prozentpunkten Vorsprung vor der PDS gewann, das Nationale Bündnis jedoch nur 4,02 % der Wähler auf sich vereinen konnte und somit ein insgesamt deutlich schwächeres Ergebnis als in Gesamt-Dresden einfuhr.

### Oberbürgermeisterwahl 2008
Auch im Stadtteil Cotta ging die CDU-Kandidatin Helma Orosz bei der Wahl des Oberbürgermeisters als deutliche Siegerin hervor. Sie vereinte 48,13 % der Stimmen auf sich und erzielte somit im Vergleich mit dem Rest der Stadt ein durchschnittliches Ergebnis. Insgesamt gab es 8279 Wahlberechtigte; 1288 der 2676 abgegebenen gültigen Stimmen sprachen für Orosz. Damit verwies sie Klaus Sühl (Die Linke), Dirk Hilbert (FDP), Peter Lames (SPD) und Eva Jähnigen (Grüne) auf die weiteren Plätze.

## Kultur und Sehenswürdigkeiten

### Theater

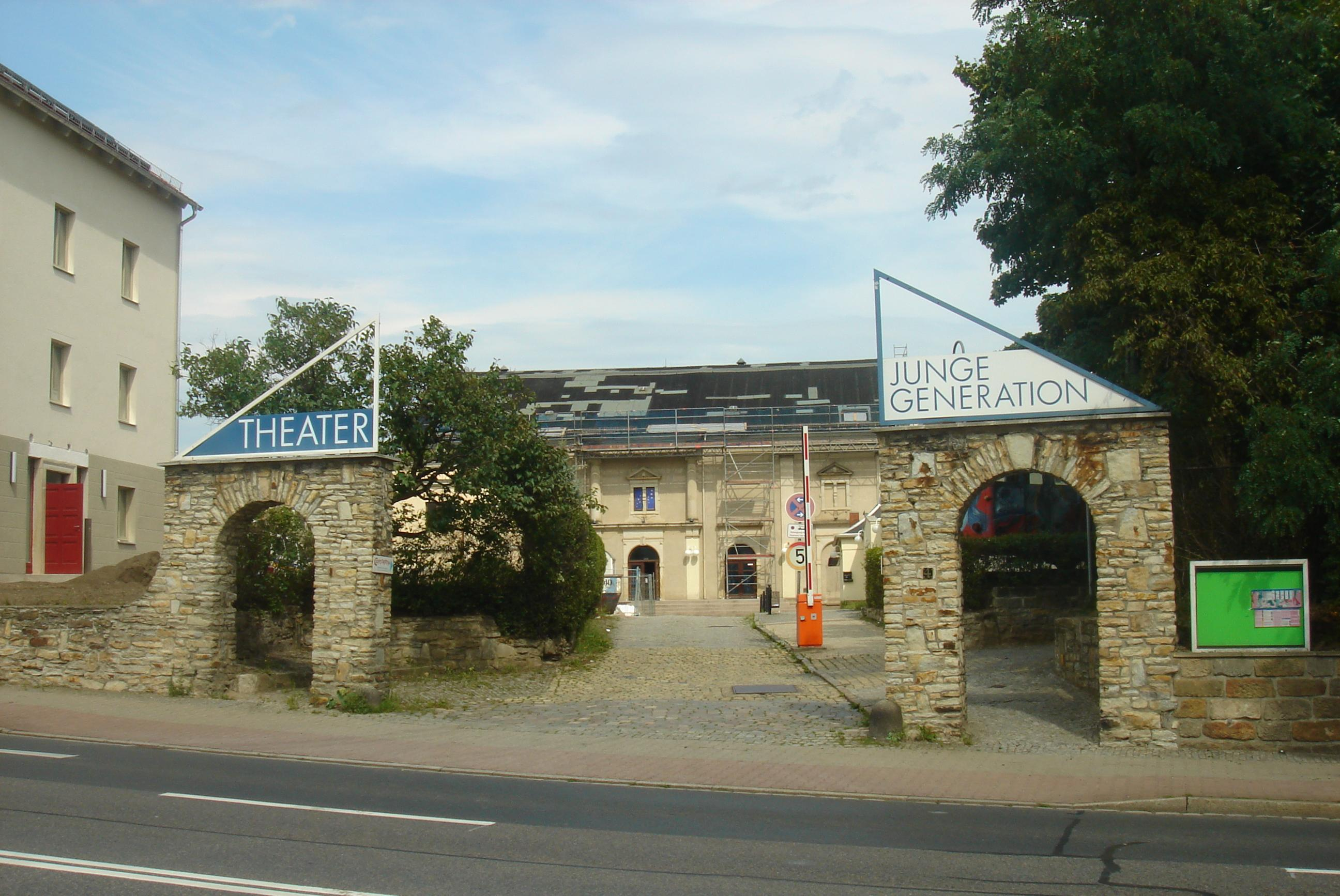
Das ehemalige Theater Junge Generation

Im Jahr 1886 wurde an der heutigen Meißner Landstraße das Ballhaus Constantia eröffnet, das später zu den bekanntesten Tanzgaststätten im Westteil der sächsischen Hauptstadt zählte. Die Aussichtsterrasse hoch über der Elbe galt als Balkon des Dresdner Westens. Nach den Kriegszerstörungen von 1945 – alle großen städtischen Theater waren den Luftangriffen zum Opfer gefallen – war der Ballsaal mit seinen knapp 1000 Plätzen einer der wenigen erhaltenen dieser Größenordnung in Dresden, weshalb er ab 1947 unter dem Namen Volksbühne zur regelmäßigen Theaterspielstätte mit Aufführungen hauptsächlich für Kinder und Jugendliche wurde. Am 21. April 1950 erhielt die Einrichtung den Namen Theater der Jungen Generation. Nach einem Brand 1976 wurde es bis 1979 modernisiert. In der DDR-Zeit kamen insgesamt über 10 Millionen Zuschauer; 70 Theaterstücke wurden hier ur- beziehungsweise landesweit erstaufgeführt. Im Jahr 2016 zog das Theater ins ehemalige Kraftwerk Mitte zwischen Wettiner Platz und Könneritzstraße, das seit 2014 zur Kulturstätte umgebaut wurde.

### Volkshaus

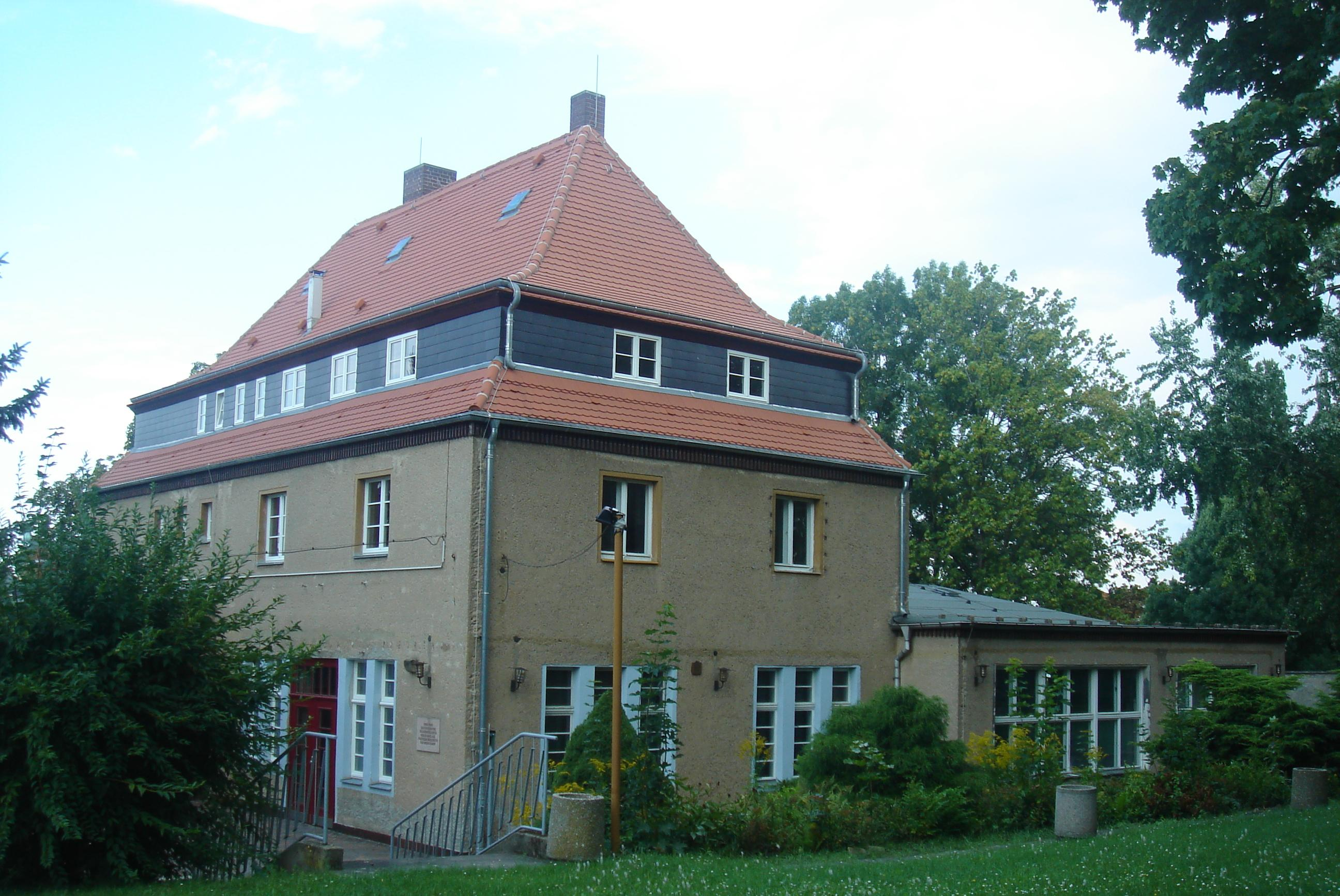
Das Volkshaus Cotta wird heute als Kulturhaus genutzt.

Cottaer Arbeiter errichteten sich an der Hebbelstraße 35 zwischen 1923 und 1926 das Volkshaus Cotta als Versammlungsort, nachdem sie sich zuvor erfolglos um den Erwerb eines bestehenden Gebäudes bemüht hatten. Die Finanzierung des von Kurt Bärbig entworfenen Gebäudes erfolgte ausschließlich über Spenden und freiwillige Arbeitsstunden. Bereits 1928 wurde es erweitert und besaß nun neben den Tagungssälen auch eine öffentliche Gaststätte mit Kegelbahn und einem Jugendzimmer. Im Jahr 1964 richtete die Stadt Dresden hier das Kulturhaus Richard Gärtner ein, das nach einem aktiven SPD-Mitglied, welches am Bau beteiligt war, benannt wurde. Auch in der Gegenwart finden im Volkshaus Cotta regelmäßig Veranstaltungen statt.

### Kulturdenkmale

#### Rathaus

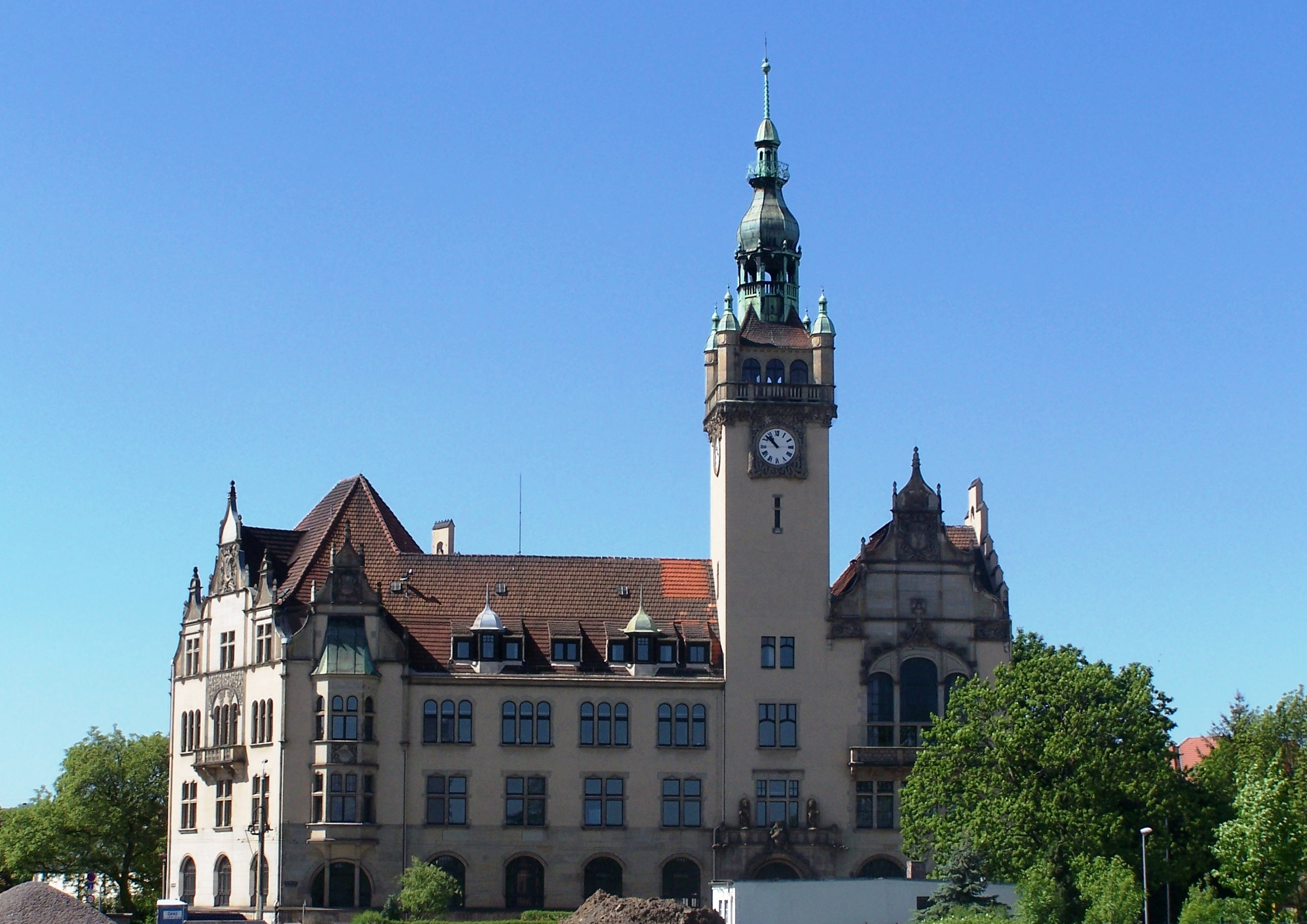
Das Rathaus, der Sitz des Stadtbezirksamts Cotta

Das Rathaus Cotta an der Lübecker Straße in der Nähe des Dorfkerns Altcotta wurde ab November 1899 im Stil der Neorenaissance errichtet und im April 1901 eingeweiht. Für seinen Bau mussten mehrere Wohnhäuser und der Cottaer Dorfteich weichen, der spätestens nach der Verlegung des Weidigtbachs kurz zuvor nutzlos geworden war. Der Gemeinderat Cotta nutzte das Rathaus jedoch nur weniger als zwei Jahre, da Cotta im Januar 1903 durch die Eingemeindung in die sächsische Residenzstadt Dresden seine Selbständigkeit verloren hatte. Anschließend waren hier die Bezirksverwaltungen Dresden-Cotta beziehungsweise ab 1958 Dresden-West untergebracht. Seit 1991 hat das Stadtbezirksamt Cotta (bis 2018: Ortsamt Cotta) in dem Gebäude seinen Sitz.

#### Kirchen

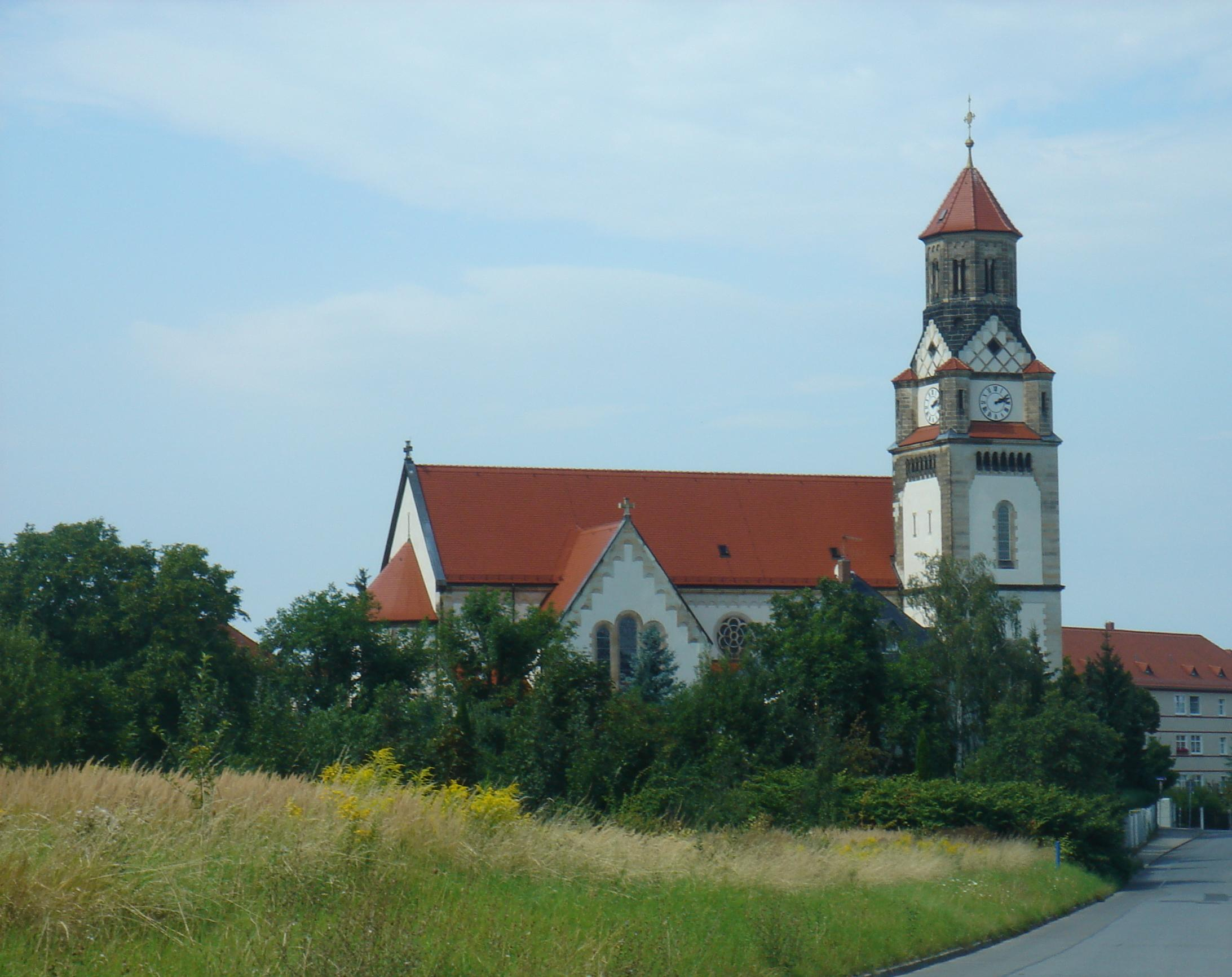
Katholische Marienkirche

Weithin sichtbar steht auf einer Anhöhe an der Gottfried-Keller-Straße bei der Einmündung der Klaus-Groth-Straße die katholische Marienkirche. Das zweischiffige Gebäude mit dem seitlich platzierten, viereckigen Turm mit achteckigem Aufbau entstand 1906 im Stil des Historismus nach Entwurf des Paderborner Dombaumeisters Arnold Güldenpfennig, die Bauausführung leitete der Dresdner Architekt Heino Otto. Die Glasmalereien über dem Hochaltar schuf Josef Goller. Offiziell heißen Kirche und Pfarramt Unserer Lieben Frau, werden meist aber schlicht als Marienkirche bezeichnet. Im Jahr 1991 übernahmen die Steyler Missionare die Pfarre.
Nach der zwischenzeitlichen Nutzung einer Interimskirche an der Hebbelstraße 18 wurde 1927 die Heilandskirche zum Zentrum der seit 1897 selbständigen evangelisch-lutherischen Cottaer Parochie. Der Loschwitzer Architekt Rudolf Kolbe entwarf den 1914 begonnenen evangelischen Sakralbau mit dem wuchtigen Kirchturm. Direkt an die Kirche, die am westlichen Ende der Tonbergstraße steht, schließt sich das Pfarrhaus an. Nach dem Zweiten Weltkrieg erhielt der Turm der unversehrt gebliebenen Heilandskirche die Gussstahlglocken der bei den Luftangriffen vom 13. Februar 1945 zerstörten Jakobikirche in der Wilsdruffer Vorstadt, der Gemeindesaal wurde mit einem Altar von Friedrich Press ausgestattet. Der ab 1897 angelegte Cottaer Friedhof befindet sich im Norden von Gorbitz; neben der Sopranistin Elfride Trötschel wurden hier auch viele in den Weltkriegen gefallene Cottaer und 98 zivile Luftkriegsopfer bestattet. Ein steinernes Hochkreuz über dem Gräberfeld erinnert an sie.
An der Hühndorfer Straße 22 befindet sich außerdem die evangelisch-methodistische Immanuelkirche. Sie wurde 1927 errichtet und ist äußerlich nicht als Kirche erkennbar. Der Kirchensaal mit seinen 150 Plätzen ist weitgehend schmucklos gestaltet und hat seit 1947 eine Jehmlich-Orgel. Zwischen 1991 und 2007 erfolgte eine umfassende Sanierung des Gebäudes.

#### Faustsches Weingut

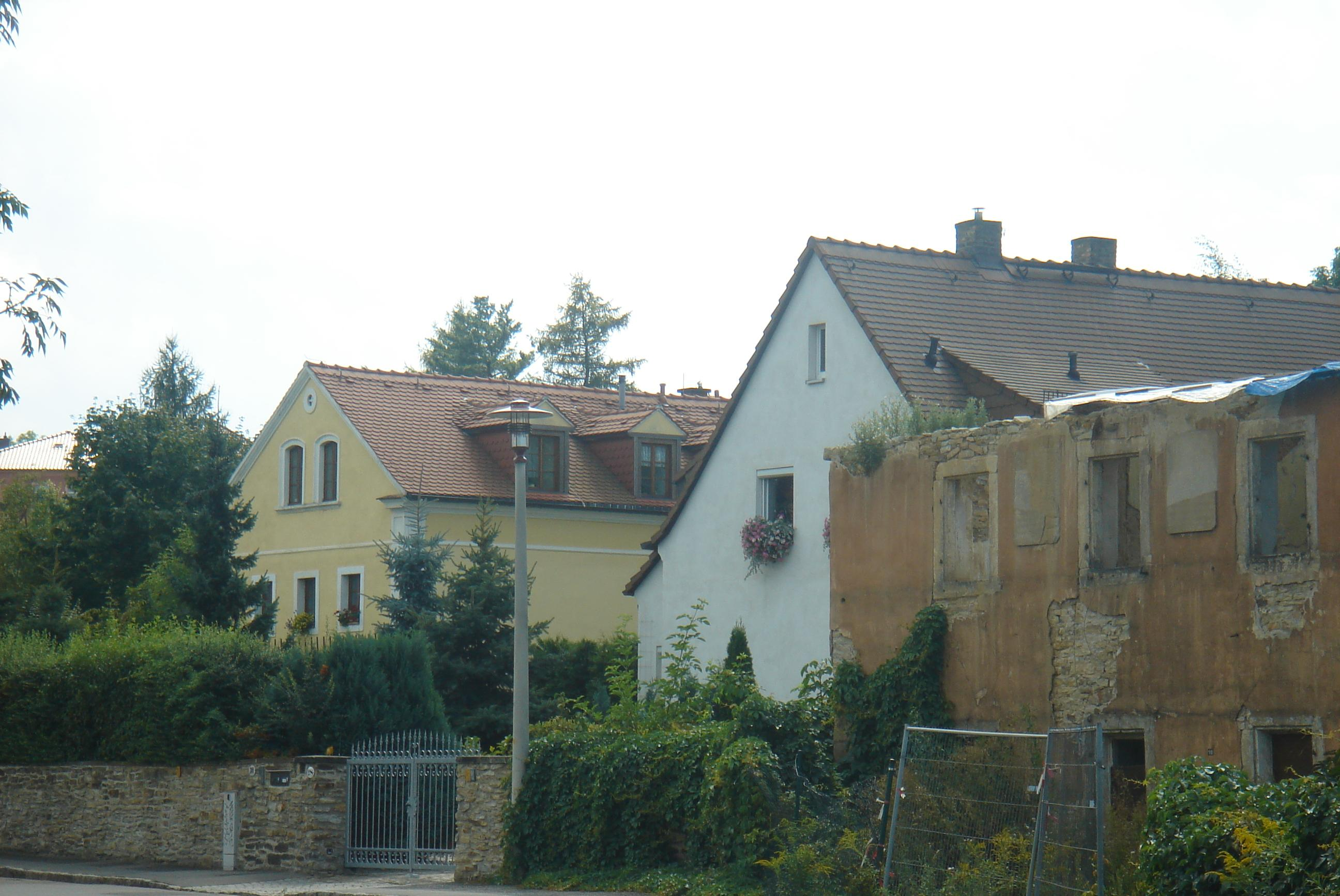
Cottaer Dorfkern an der Hebbelstraße, rechts die Ruine des Faustschen Weinguts

Der historische Cottaer Dorfkern, der aus Altcotta und der Hebbelstraße besteht, umfasst noch fünf Gebäude, die vor dem gründerzeitlichen Bauboom entstanden. Von wenigen weiteren alten Häusern, zum Beispiel dem Faustschen Weingut, blieben nur die Außenmauern erhalten. Dieses ehemalige Weingut an der Hebbelstraße 26 wurde kurz nach dem Siebenjährigen Krieg im Jahr 1764 errichtet und ist mit einem Rundbogentor ausgestattet. Es besteht aus mehreren Teilgebäuden; an der straßenwärtigen Fassade sind auf kleinen Tafeln mehrere alte Inschriften zur Gebäudegeschichte angebracht. In den letzten Jahrzehnten verfiel das Weingut mehr und mehr, es soll aber wiederaufgebaut werden.

#### Tiefer Elbstolln

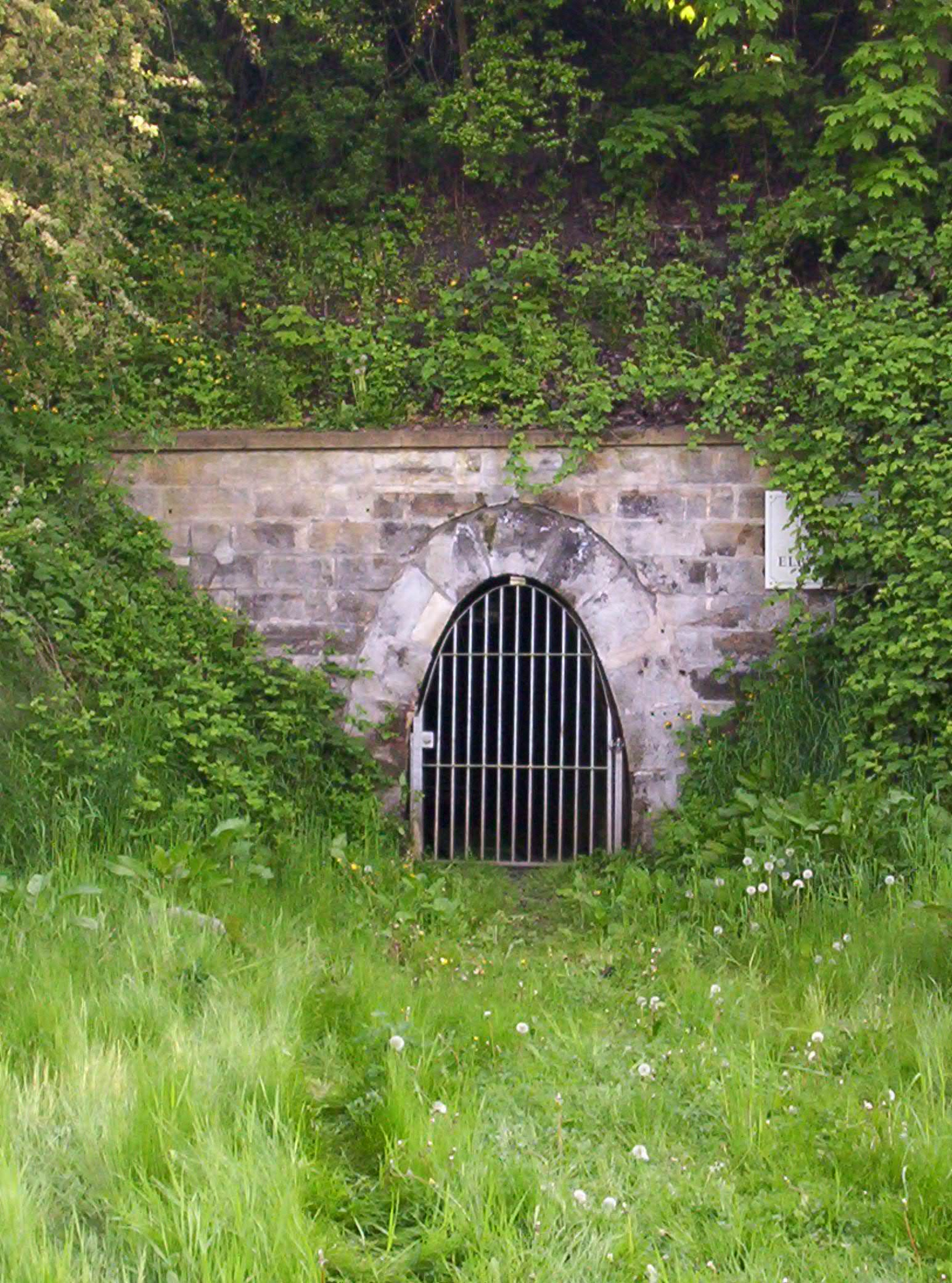
Mundloch des Tiefen Elbstollns am Cottaer Elbufer

Das Mundloch des zwischen 1817 und 1837 zur Entwässerung der Kohleschächte im heutigen Freital aufgefahrenen Tiefen Elbstolln befindet sich an der Stelle, an der die Bahnstrecke Berlin–Dresden auf das Elbufer trifft. Vier der insgesamt neun Lichtschächte, die den Stollen mit der Oberfläche verbinden und ursprünglich als Reparaturzugang und Frischluftzufuhr dienten, liegen auf Cottaer Flur. Unter anderem befand sich ein Lichtschacht im Keller des ehemaligen Hofbrauhauses, ein weiterer liegt im Grundstück Gottfried-Keller-Straße 35. Zwischen dem abgerissenen Hofbrauhaus und dem ehemaligen Theater Junge Generation hindurch führt ein schmaler Weg von der Meißner Landstraße aus hinab zum Mundloch, neben dem 1954 eine Gedenktafel an den Bau des Stollens angebracht wurde.

### Ehemalige Bauwerke

#### Hebbelbad
An der Hebbelstraße 11 befand sich das Hebbelbad, ein bereits 1899 errichtetes Hallenbad. Ursprünglich war es als Schwimmbad für die Cottaer Arbeiterschaft gedacht, für die es außerdem eine der wenigen Möglichkeiten zur Körperpflege bot. Im Jahr 1922 wurde es von der Stadt Dresden übernommen und sieben Jahre später modernisiert. In den ersten Nachkriegsjahren war das Hebbelbad neben dem Sachsenbad in Pieschen und dem Nordbad in der Äußeren Neustadt eines der wenigen nutzbaren Hallenbäder Dresdens. Nachdem 1969 in der Wilsdruffer und der Pirnaischen Vorstadt neue Schwimmbäder eröffnet worden waren und es immer baufälliger wurde, musste das Hebbelbad in den 1980er Jahren geschlossen werden und stand danach als Ruine leer. Im Februar 2011 wurde das Hallenbad abgerissen.

#### Hofbrauhaus
Das Hofbrauhaus war eine 1872 errichtete Großbrauerei an der Hamburger Straße neben dem alten Theater Junge Generation, deren Hauptgebäude eine Länge von 120 Metern aufwies. Mit einem Gesamtausstoß von 117.000 Hektolitern im Jahr 1913 gehörte es zu den 100 größten Brauereien des Deutschen Reichs. Der Betrieb wurde infolge des Rohstoffmangels nach dem Ersten Weltkrieg und des starken Konkurrenzkampfs auf dem Dresdner Biermarkt 1921 eingestellt. Nachnutzer waren unter anderem die Ludwig Hupfeld AG, in der Zeit des Dritten Reichs ein Rohr- und Armaturenwerk und nach dem Zweiten Weltkrieg der VEB Chemiehandel Dresden. Zwischen 1992 und 2008 wurde das teilweise denkmalgeschützte ehemalige Hofbrauhaus schrittweise abgerissen. Auf dem Gelände befindet sich seit 2011 ein Supermarkt, darin kann man den Brunnen des Hofbrauhauses besichtigen.

#### Kraftwerk Cotta
Ab 1894 war an der Bahnstraße in Cotta ein eigenes Kohlekraftwerk in Betrieb, das verschiedene Betriebsgebäude der Bahn sowie mehrere öffentliche Gebäude mit Wärme und Strom versorgte. Nach seiner Zerstörung 1945 wurde es 1954 wiederaufgebaut und erneut in Betrieb genommen. Im Jahr 1992 erfolgte die endgültige Abschaltung.

#### Schusterhaus
An der Hamburger Straße entstand um 1890 das Schusterhaus, das ebenso wie die Constantia ein großes Ballhaus war. Nachdem die Weißeritzmündung in die Elbe 1893 direkt neben das Schusterhaus gelegt wurde und sich am 31. Juli 1897 ein schweres Hochwasser des Erzgebirgsflusses ereignete, wurde das Gebäude zerstört und anschließend im neobarocken Stil wiederaufgebaut. Der neue Saal fasste 2000 Personen und blieb bis zur militärischen Umnutzung 1940 ein Veranstaltungsraum. Im März 1945 wurde das Schusterhaus bei einem Luftangriff komplett zerstört und seine Ruinen in den 1950er Jahren beseitigt.

### Sport

#### Freibad Cotta

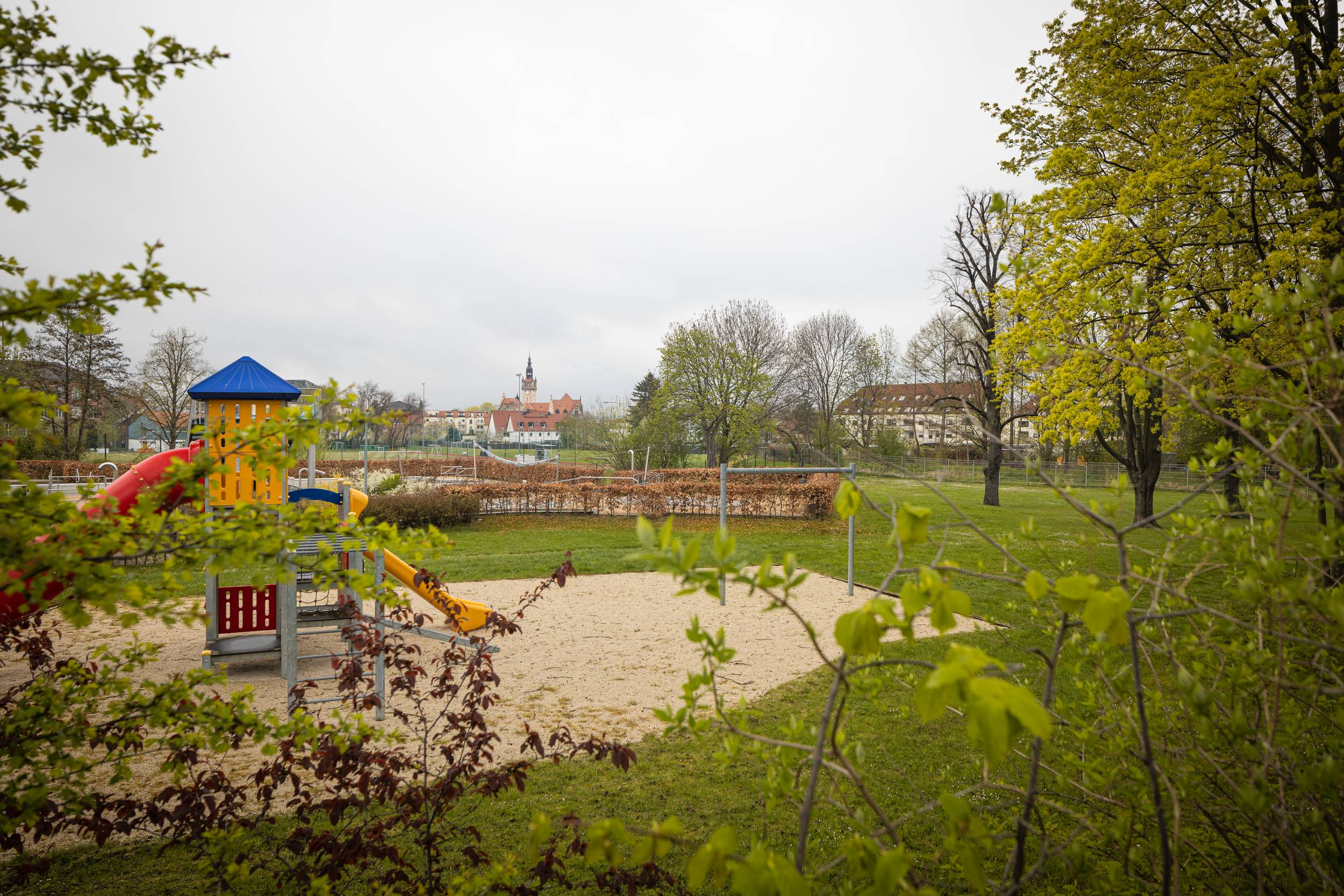
Spielplatz auf dem Gelände des Freibads Cotta 2022

Das zum Teil ebenfalls als Hebbelbad bezeichnete Luftbad Cotta an der Hebbelstraße 33 entstand 1908 auf Initiative des Naturheilvereins Cotta. Das Freibad wurde 1946 von der Stadt Dresden übernommen. Im Jahr 2004 verhinderte eine neue Betreibergesellschaft die geplante Schließung, nachdem sich 2003 bereits eine Bürgerinitiative für den Erhalt gegründet hatte.
Zum Ende der Saison 2011 musste das Bad geschlossen werden. Nach einer 2,5 Millionen Euro teuren Komplettsanierung konnte das Bad am 13. Juli 2013 wiedereröffnet werden. Es verfügt über ein 620 Quadratmeter großes Edelstahl-Schwimmbecken mit drei 25-Meter-Bahnen, ein 70 Quadratmeter großes Planschbecken, eine 16 Meter lange Breitrutsche, einen Drei-Meter-Turm, ein Ein-Meter-Sprungbrett und einen Wasserpilz.

#### Sportplatz Hebbelstraße

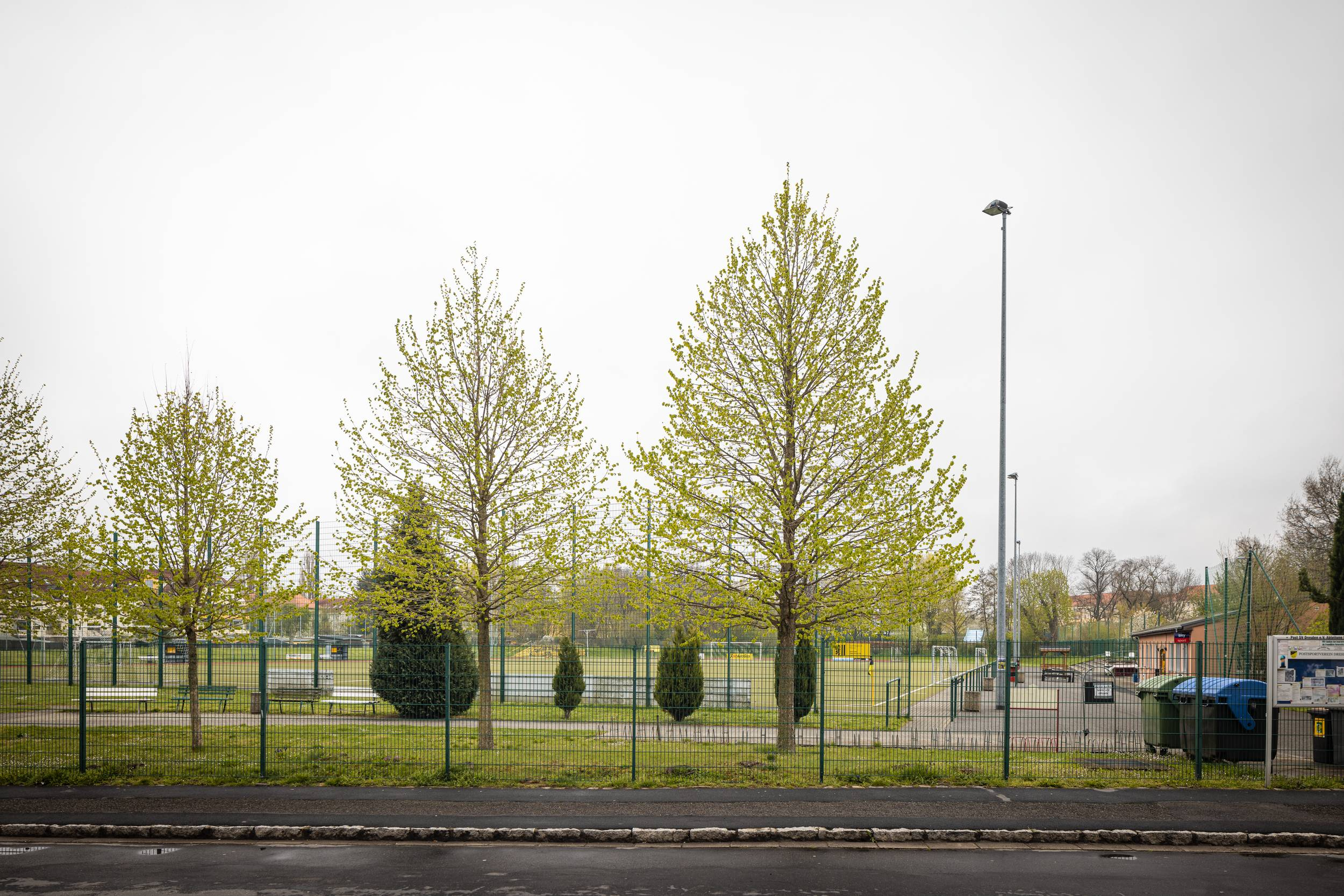
Sportplatz Hebbelstraße im April 2022

Direkt neben dem Freibad wurde um 1910 der Sportplatz Hebbelstraße angelegt und von verschiedenen Cottaer Sportvereinen genutzt. Hier erlernte unter anderem Heinz Schwipps das Fußballspiel. Seit 1949 ist der Postsportverein Dresden, vormals BSG Post Dresden, der Hauptnutzer des Platzes. Das Sportlerheim entstand 1960. Zwischen 1998 und 2006 erfolgte eine umfassende Sanierung der vorhandenen Anlagen und der Umbau zum Kunstrasenplatz.

#### Bootshäuser Cotta

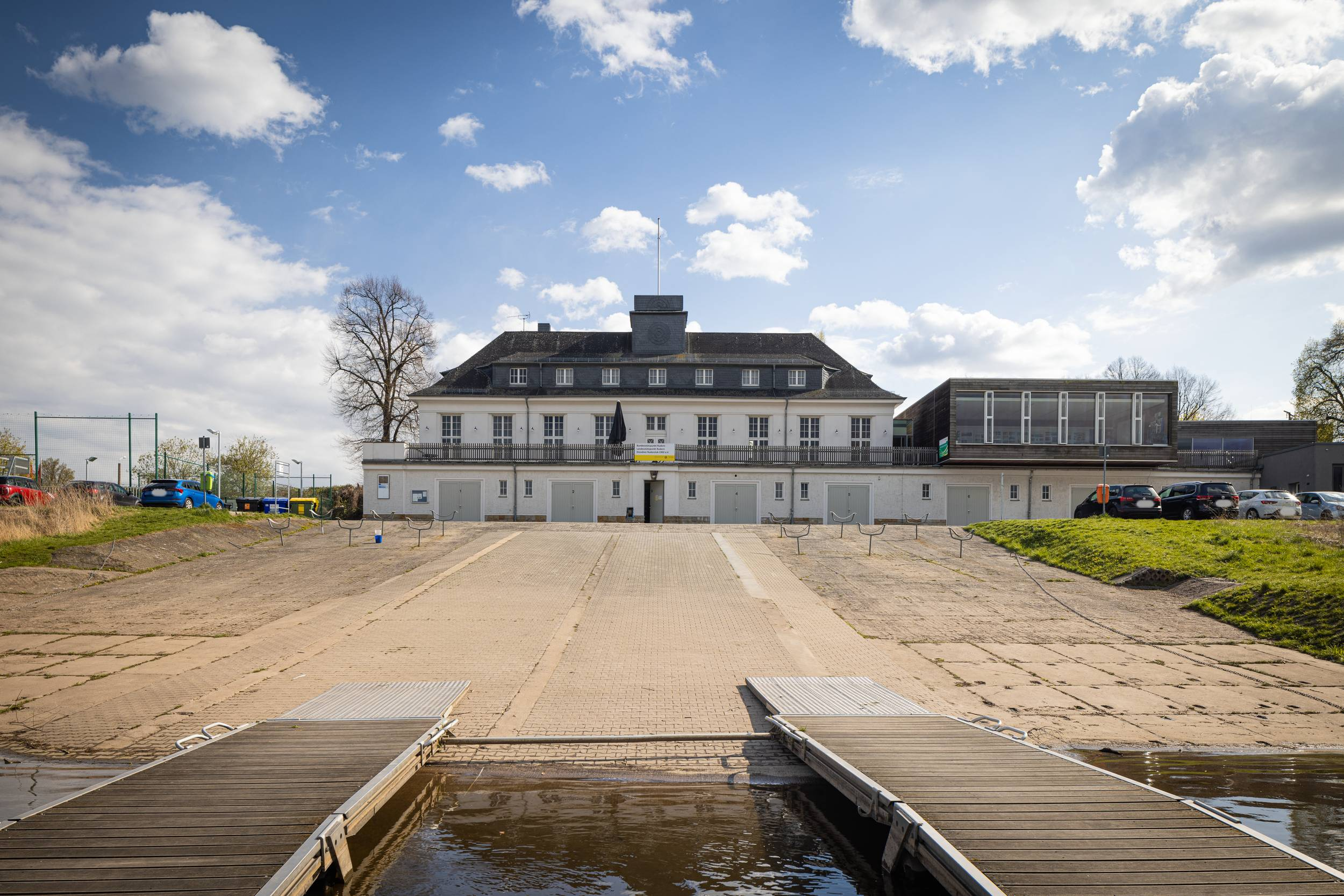
Vereinshaus des Dresdner Ruderclubs 1902 e. V.

Unterhalb der Einmündung der Weißeritz in die Elbe (am Elbekilometer 61,8) befinden sich 2 Bootshäuser:
- Das Vereinsdomizil des Dresdner Ruderclubs mit Olympia- und Landesstützpunkten des Rudersports.[29]
- Das Bootshaus der Abteilung Kanu des Eisenbahner Sportvereins Dresden.

## Wirtschaft und Infrastruktur

### Wirtschaft
Im Jahr 2006 gab es in Cotta 311 Unternehmen, davon knapp die Hälfte aus dem Dienstleistungssektor. In 20 von ihnen waren mehr als zehn Personen beschäftigt, vier der Unternehmen wiesen gar mehr als 100 Angestellte auf.
In Cotta stehen 922 Wohngebäude mit mehr als 6500 Wohnungen. Der Leerstand liegt mit 21 % höher als der städtische Durchschnitt von 12,8 %. Die Arbeitslosenquote des Stadtteils beträgt 13 % und damit knapp unter dem Dresdner Mittelwert.

### Verkehr

#### Individualverkehr

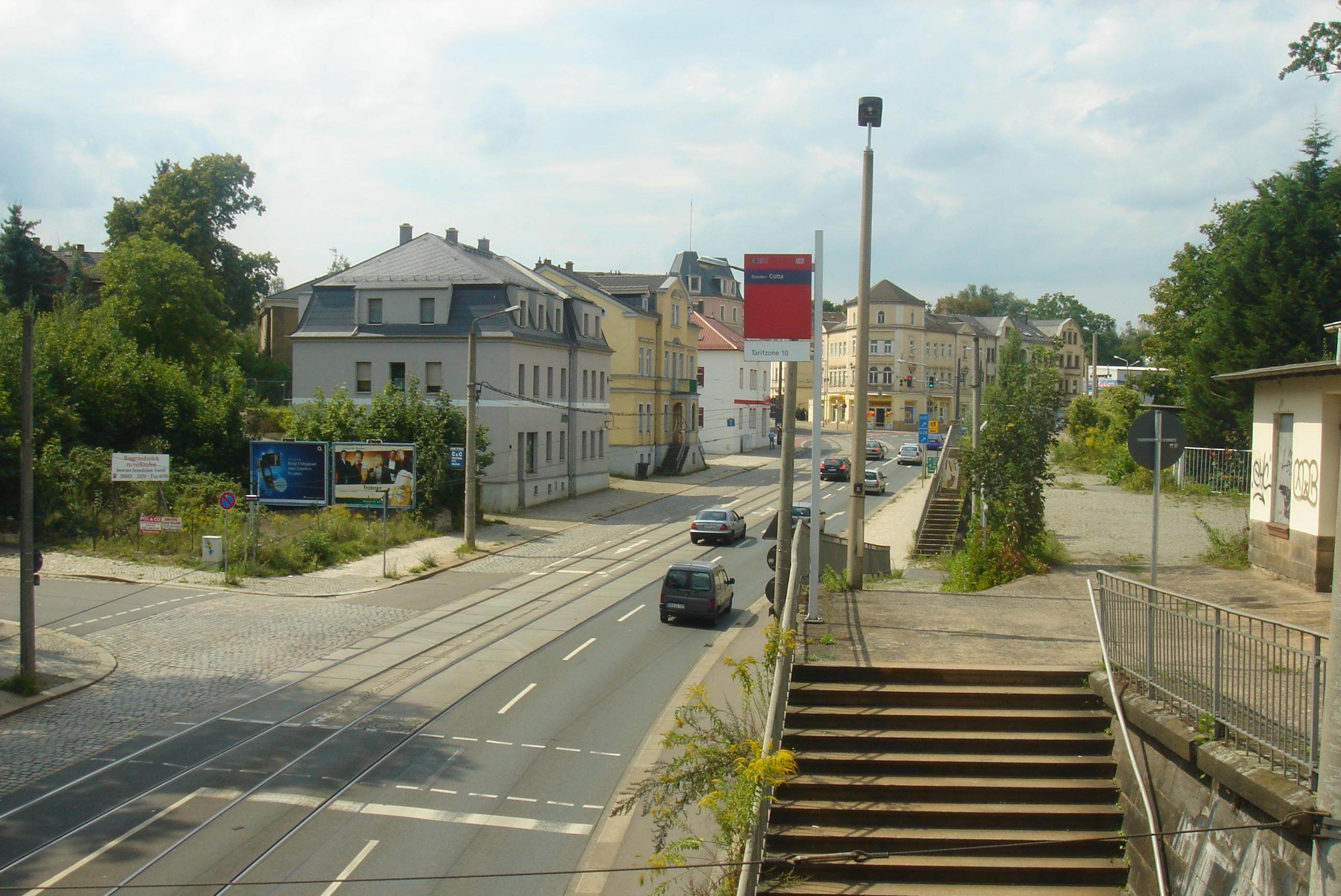
Blick vom Haltepunkt Dresden-Cotta auf die Hamburger Straße

Nahe der Grenze zwischen Cotta und der Friedrichstadt kreuzen sich zwei große Straßenverkehrsachsen Dresdens.
Die Hamburger Straße, 1437 erstmals als Breßnitzer Straße erwähnt, verläuft in Ost-West-Richtung und stellt die wichtigste Verbindung zwischen Dresden und Meißen dar. Als linkselbische Talstraße und B 6 führt sie unter dem Namen Meißner Landstraße weiter in den Nordwesten Dresdens, zum Beispiel in die Ortschaft Cossebaude und zur in Kemnitz gelegenen Autobahnanschlussstelle Dresden-Altstadt an der A 4.
Die moderne Verkehrsplanung machte den Ausbau einer westlichen Innenstadtumfahrung notwendig. Der sogenannte Äußere Stadtring beginnt an der Autobahnanschlussstelle Dresden-Neustadt in Kaditz auf der anderen Seite der Elbe, setzt sich über die Washingtonstraße in Mickten und die Flügelwegbrücke fort und trifft an einer teilhöhenfreien Kreuzung auf die B 6. Anschließend durchquert er den historischen Cottaer Ortskern in Nord-Süd-Richtung und führt über das Emerich-Ambros-Ufer und die Nossener Brücke weiter nach Südosten in Richtung Südvorstadt.
Weitere wichtige Straßen, die in Cotta ihren Ausgang nehmen, sind die Warthaer Straße in Richtung Podemus und Ockerwitz, die Rudolf-Renner-Straße nach Löbtau sowie die Steinbacher Straße im Süden des Stadtteils in Richtung Gompitz.
Insgesamt sind 4381 Kraftfahrzeuge angemeldet. Dies entspricht 527 Stück pro 1.000 erwachsene Einwohner. Im Durchschnitt entfallen auf 1000 Haushalte 700 private PKW; der Anteil der Krafträder beträgt 4 %.

#### ÖPNV

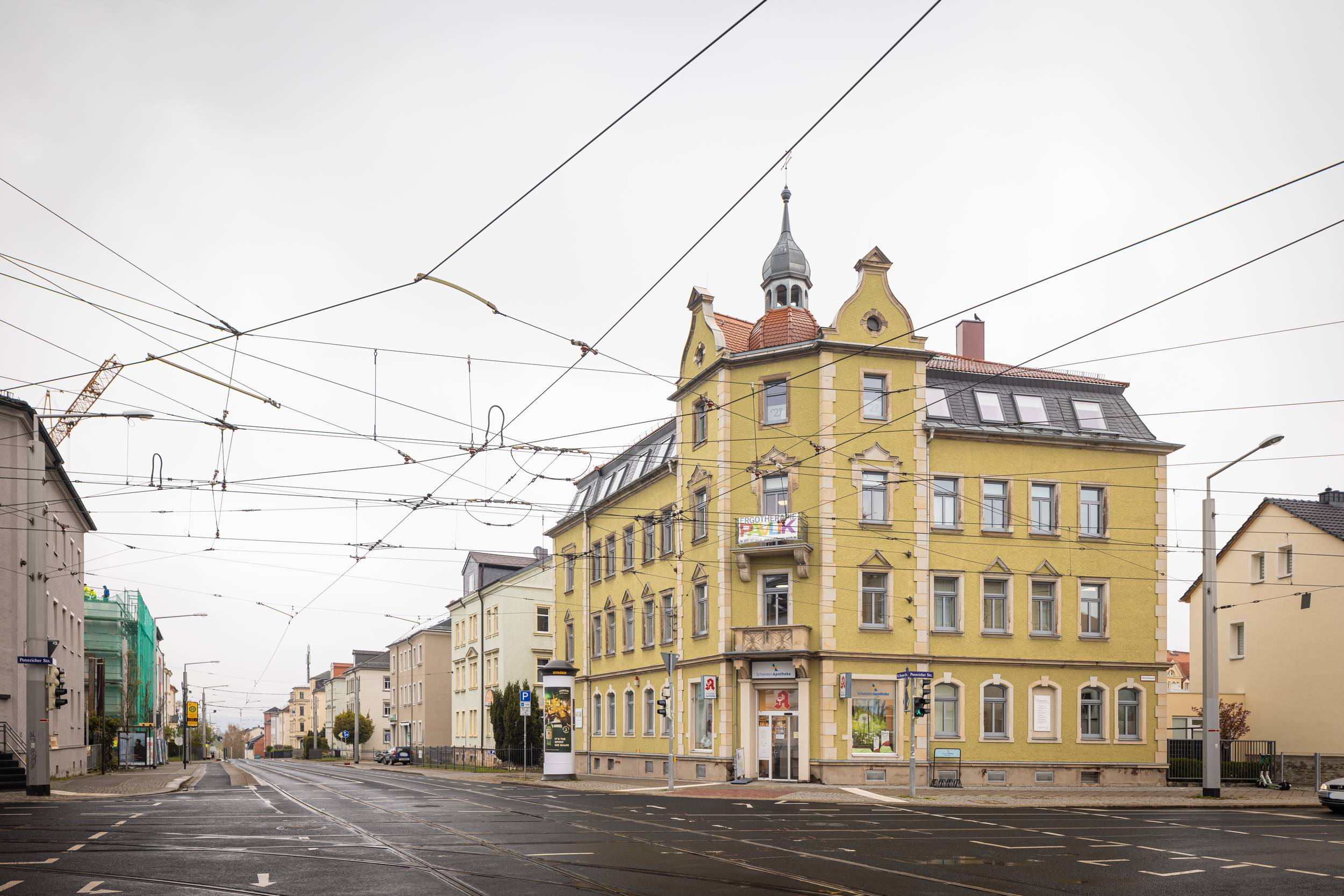
Straßenbahnschienen an der Kreuzung Rudolf-Renner-Straße und Pennricher Straße

Im Norden Cottas verläuft die Bahnstrecke von Berlin nach Dresden. Über den an der Hamburger Straße gelegenen Haltepunkt Dresden-Cotta besteht Anschluss an die Regionalbahnlinie RB31 über Coswig und Großenhain nach Elsterwerda. Unmittelbar östlich des Stadtteilgebietes weiten sich die Bahnanlagen zum Rangierbahnhof Friedrichstadt auf.
Im innerstädtischen Nahverkehr wird Cotta von drei Straßenbahn- und vier Buslinien der Dresdner Verkehrsbetriebe erschlossen. Die Straßenbahnlinien 1 und 12 beginnen westlich in Leutewitz und führen direkt über die Hamburger Straße beziehungsweise über einen Umweg über Löbtau zum Postplatz in der Innenstadt. Die von Gorbitz im Südwesten ausgehende Straßenbahnlinie 2 erschließt den Süden Cottas mit dem Hebbelplatz und kreuzt an der Pennricher Straße die Linie 12.
Die Stadtbuslinie 68 Cossebaude–Postplatz–Leubnitzer Höhe/Goppeln verläuft zusammen mit der Straßenbahn entlang der Hamburger Straße, die Linien 70 und 80 führen über den Äußeren Stadtring und die Grillparzerstraße durch den Stadtteil. Die Linie 92 verkehrt zwischen der Cottaer Gottfried-Keller-Straße und Ockerwitz.
Insgesamt existieren neun Bus- sowie 20 Straßenbahnhaltestellen im Stadtteilgebiet, so dass mehr als 97 % der Cottaer Bevölkerung die Haltestellen „gut“ erreichen. Die schnellste Verbindung in die Dresdner Innenstadt stellt die Linie 1 dar mit 10 Minuten Fahrtzeit.

### Öffentliche Einrichtungen
Im Rathaus Cotta hat das Stadtbezirksamt Cotta seinen Sitz. Cotta besitzt damit eine zentrale Funktion für den gleichnamigen Stadtbezirk, der weite Teile des westlichen Stadtgebiets von Dresden umfasst und etwa 65.000 Einwohner zählt.
Mit der Bibliothek Cotta befindet sich im Stadtteil die Leiteinrichtung für den sogenannten Bibliotheksverbund West der Dresdner Stadtbibliotheken.

### Bildung

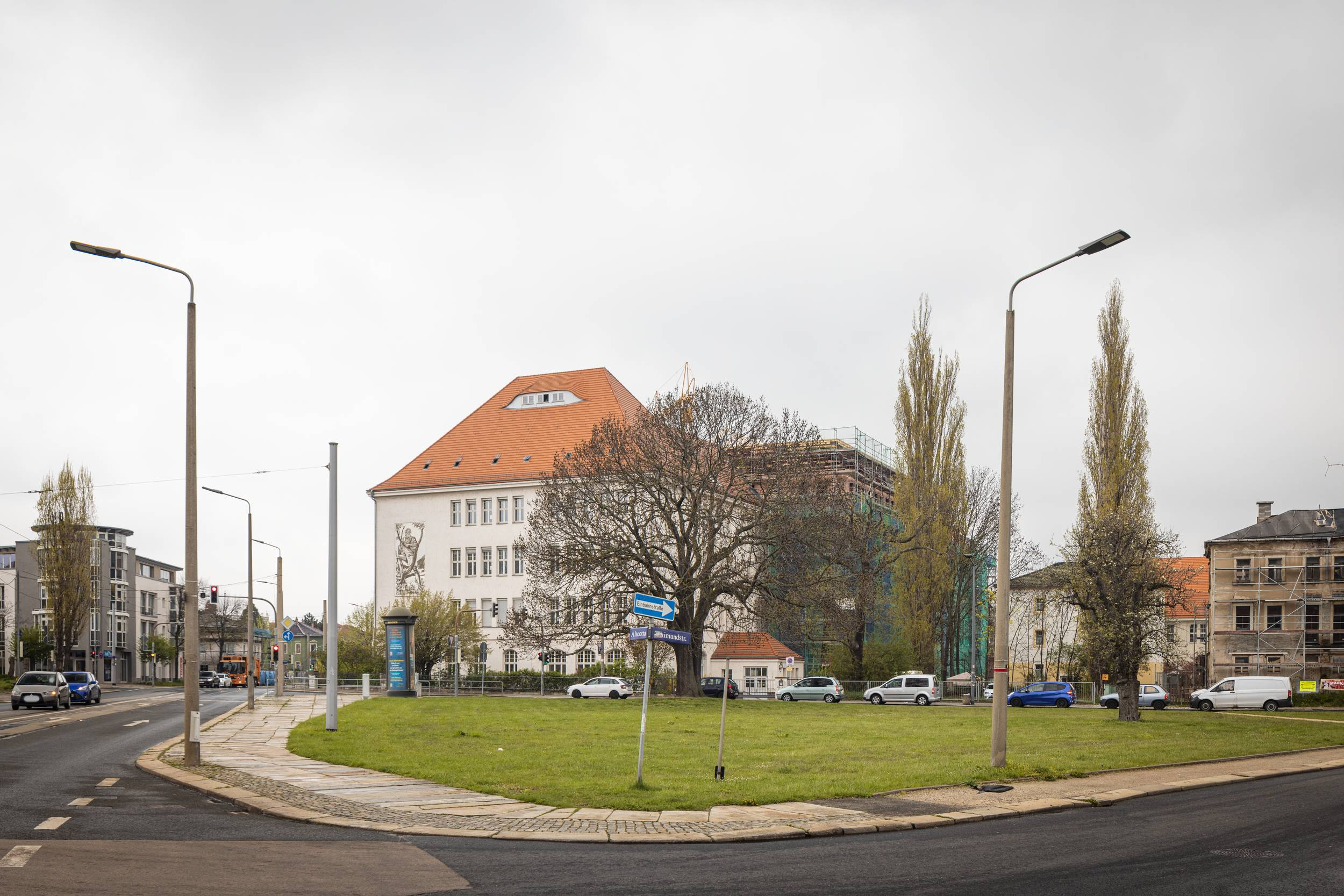
Gymnasium Dresden-Cotta 2022

Nachdem die erste Cottaer Schule bereits 1869 eingeweiht worden war und im Laufe der Jahre mehrfach vergrößert werden musste, ließ die Gemeinde Cotta 1897 an der Hebbelstraße 20 ein weiteres Schulhaus errichten. Wegen der Farbe ihrer Klinkerfassade wurde sie als Rote Schule bezeichnet, offiziell hieß sie 12. Volksschule und in der Zeit der DDR POS Arthur Weineck. Nach der Wende wurde sie in eine Mittel- und eine Grundschule aufgeteilt, die beide das Schulhaus weiternutzten. Seit der Schließung der 12. Mittelschule im Sommer 2003 ist in dem Gebäude nur noch die 12. Grundschule untergebracht.
Um 1910 kam mit der 34. Volksschule, dem heutigen Gymnasium Dresden-Cotta, die damals größte Volksschule Sachsens hinzu. Sie wurde unter der Leitung des Stadtbaurats Hans Erlwein errichtet und war für mehr als 3.000 Schüler konzipiert. Im Volksmund wird sie nach einem Fassadenbild Rübezahlschule genannt. Nach schweren Kriegsschäden wiederhergestellt, war in dem Gebäude in der DDR-Zeit die Bezirksschule Dresden-West beziehungsweise die POS Ernst Moritz Arndt untergebracht. Nach 1990 wurde sie zum Gymnasium.

## Persönlichkeiten

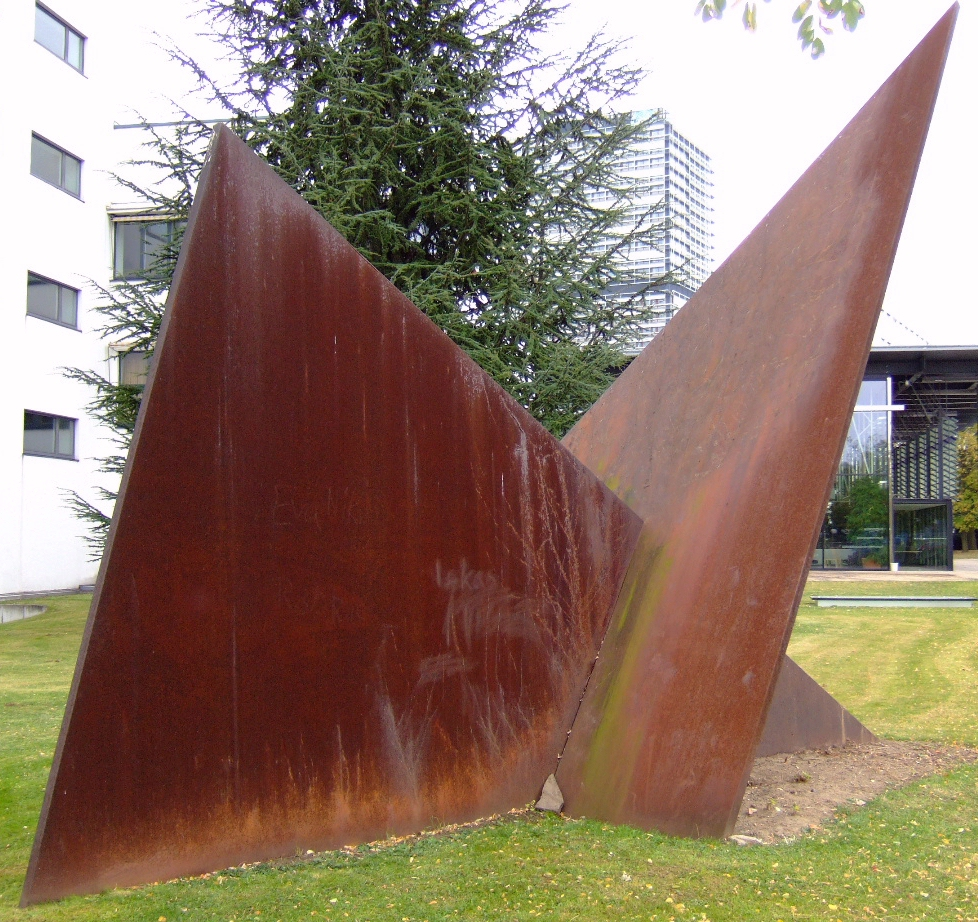
Plastik Hermann Glöckners vor dem Bundeshaus in Bonn

Mehrere Dresdner Persönlichkeiten stehen eng mit der früheren Gemeinde beziehungsweise dem heutigen Stadtteil Cotta in Verbindung. Geboren wurden hier unter anderem der konstruktivistische Maler und Bildhauer Hermann Glöckner (1889–1987), der Marineoffizier Ernst Wolf (1886–1964) und die Speerwerferin Luise Krüger (1915–2001), die bei den Olympischen Sommerspielen 1936 in Berlin die Silbermedaille errang.
Der Fußballer Heinz Schwipps (1915–2006) verbrachte mehrere Stationen seiner Spieler- und Trainerkarriere bei Cottaer Mannschaften. Die Sopranistin Elfride Trötschel (1913–1958) wuchs in Cotta auf. Richard Partzsch (1881–1953), später Mitglied des Reichstages, leitete in den Jahren vor dem Ersten Weltkrieg den SPD-Ortsverein Dresden-Cotta. Der Politiker Rudolf Renner (1894–1940), Mitbegründer der KPD, wohnte bis zu seiner Verhaftung durch die Nationalsozialisten im April 1933 in der Hühndorfer Straße 1 im Süden Cottas.
Zu den Ehrenbürgern zählt Wilhelm Franz (1819–1903). Er war im 19. Jahrhundert, während der Phase des starken Wachstums des Ortes, Gemeindevorstand von Cotta und erwarb sich große Verdienste um dessen Entwicklung. Im Süden Cottas wurde noch zu seinen Lebzeiten 1901 die Wilhelm-Franz-Straße nach ihm benannt. Nach seinem Tode wurde er, ebenso wie Elfride Trötschel, auf dem Cottaer Friedhof beigesetzt.